# Urbanistica di Chieti
La storia dell’urbanistica di Chieti riguarda quei cambiamenti sostanziali che visse la città sin dalla conquista romana nel I secolo a.C. quando era detta Teate Marrucinorum, che dalla ricostruzione nel IX secolo dopo il sacco di Pipino il Breve, all'espansione angioino-aragonese (XIII-XV secolo) e barocca dell'era Valignani, sino alla riqualificazione del tardo Ottocento, e alla nuova massiccia espansione negli anni '60 del Novecento, con la costruzione di nuovi quartieri, e del principale centro a valle dello Scalo.

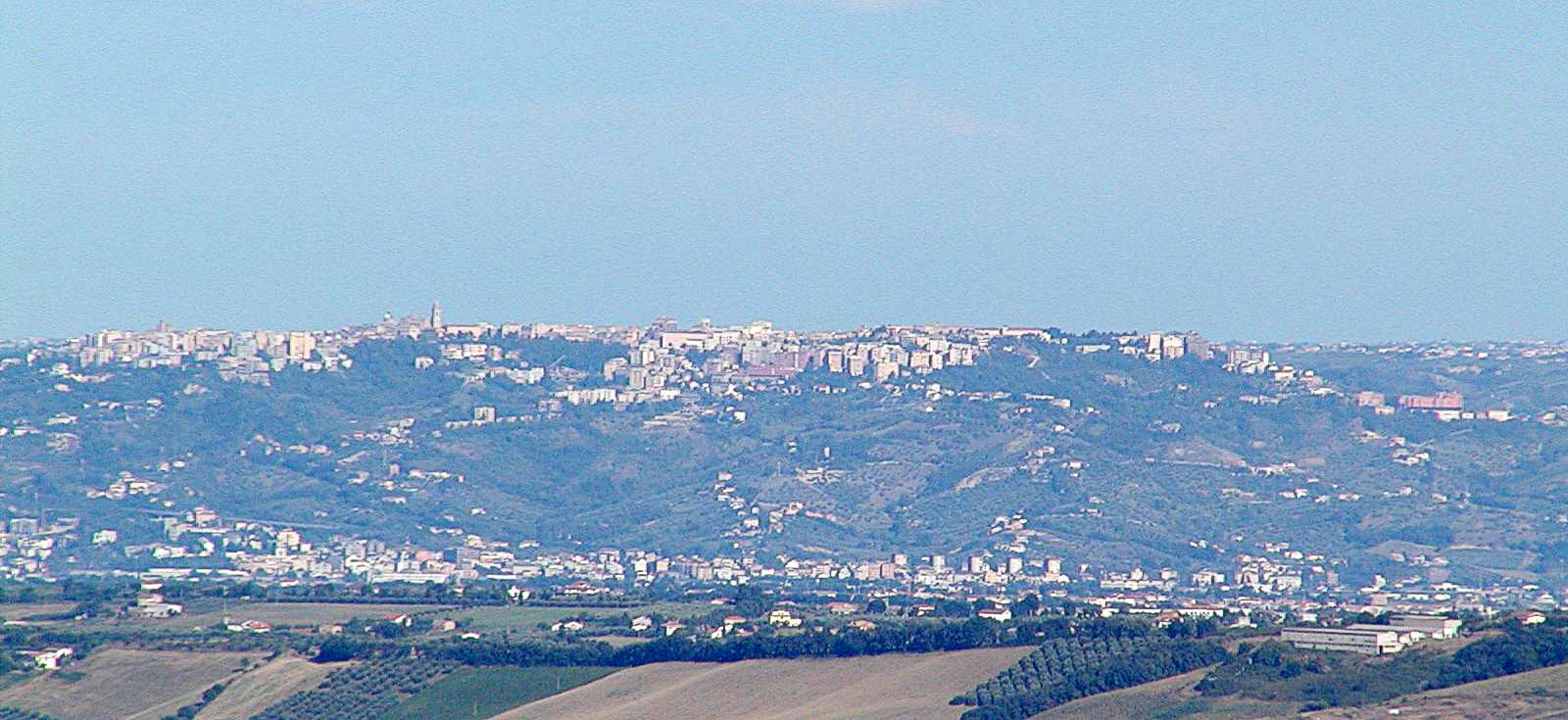
Chieti vista da Villanova di Cepagatti

## Antico nucleo italico
La città, come testimoniato dal Padre Alleanza, Vincenzo Zecca e Francesco Vicoli, esisteva nell'area della Civitella, sin dal IV secolo a.C. circa sopra il colle del centro storico, popolata dagli italici Marrucini, che ne fecero la loro capitale. La città non era interamente abitata, ma solo le parti principali lungo la direttrice attuale via G. Ravizza, area Civitella, via San Rocco, via Selecchy, via dei Celestini. Dunque la posizione del colle Civitella con l'attuale anfiteatro romano, era usata dai Marrucini come zona di difesa, e area sacra con il sito archeologico dei templi della Triade italica, che poi vennero trasferiti più in basso, con la conquista romana, nell'attuale Piazza dei Tempietti. Dunque si può dire, che il processo di urbanizzazione vero e proprio, avvenne grazie a Roma.

## Teate Marrucinorum
La città, in seguito alla definitiva conquista romana nel I secolo a.C., fu arricchita di un foro, il teatro romano che contava 5 000 posti, con 80 metri di diametro, l'anfiteatro di dimensione 60x40 metri con 4 000 posti, l'acquedotto, situato oggi sotto il corso Marrucino, che conduceva alla parte bassa delle terme romane, e infine i vari templi, conservati perché trasformati nel VII secolo in chiese cristiane. La conservazione del teatro, dell'anfiteatro e dei templi permette la ricostruzione della storia dell'arte teatino-romana del I secolo, al tempo degli imperatori Tiberio e Claudio: la copertura dell'esterno delle strutture è in tasselli (cubilia) simmetrici che formano motivi geometrici. Nella piazza dei Templi sono state rinvenute delle iscrizioni di importanti famiglie teatine sotto il governo di Nerone, come i Vezii: le iscrizioni riguardano infatti i coniugi Marco Vezio Marcello e Priscilla Elvidia. La piana del Pescara, con sbocco al porto pescarese, ospiterà la strada romana della via Tiburtina Valeria, i cui viandanti e pastori transumanti erano obbligati a pagare il pedaggio alla città. Durante il principato di Augusto, a Roma si distinse il politico e oratore Asinio Pollione della gens Asinia, alleato di Giulio Cesare e amico di Cicerone e Virgilio. Fu proconsole nella provincia di Macedonia e fu celebrato per valor e virtù nelle Bucoliche da Virgilio. Nel 39 a.C. creò la prima biblioteca pubblica romana, ossia l'Atrium Libertatis. In suo ricordo fu rappresentato il trionfo di Asinio sul sipario del palcoscenico nel Teatro Marrucino, completato nel 1818.

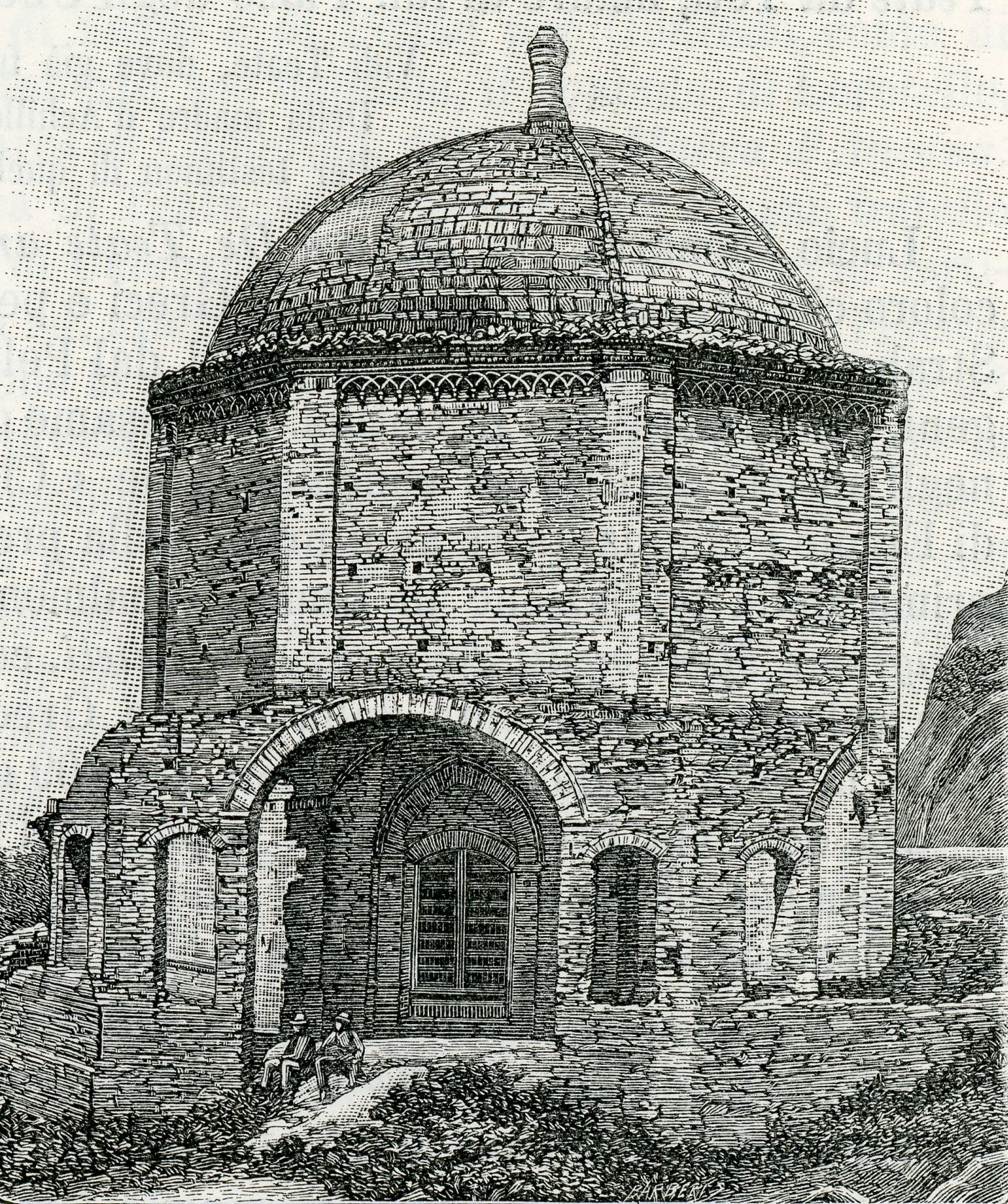
Incisione della chiesa del Tricalle, eretta sopra il tempio di Diana Trivia

Provenendo da Roma l'accesso principale era Porta Sant'Andrea ai piedi della Civitella con l'anfiteatro, oggi scomparsa, e il cardo principale era all'attuale Corso Marrucino, fino a Porta Santa Maria. L'amministrazione romana coinvolgeva tutte le città della Regio IV nell'utilizzazione delle strutture pubbliche, il Foro era il centro commerciale e culturale della città, provvisto di tre tempietti su un unico podio, e un quarto sul lato Nord, sotto l'edificio delle Poste. L'area del Foro incombeva su terreno di riporto, quindi terrazzata, come dimostra la galleria ipogea ad L sotto la biblioteca De Meis. Altri monumenti erano il teatro, di cui ci sono dei resti presso via Napoli, e il complesso termale. La presenza dei muri di terrazzamento di varie cisterne sotto la Civitella dimostrano l'importanza del complesso, insieme a frammenti di mosaico e a domus signorili.
Fuori dalla città, l'esempio più importante di edificio romano è la chiesetta di Santa Maria del Tricalle, costruita sopra un tempio di Diana Trivia, situata all'incrocio di tre colli.

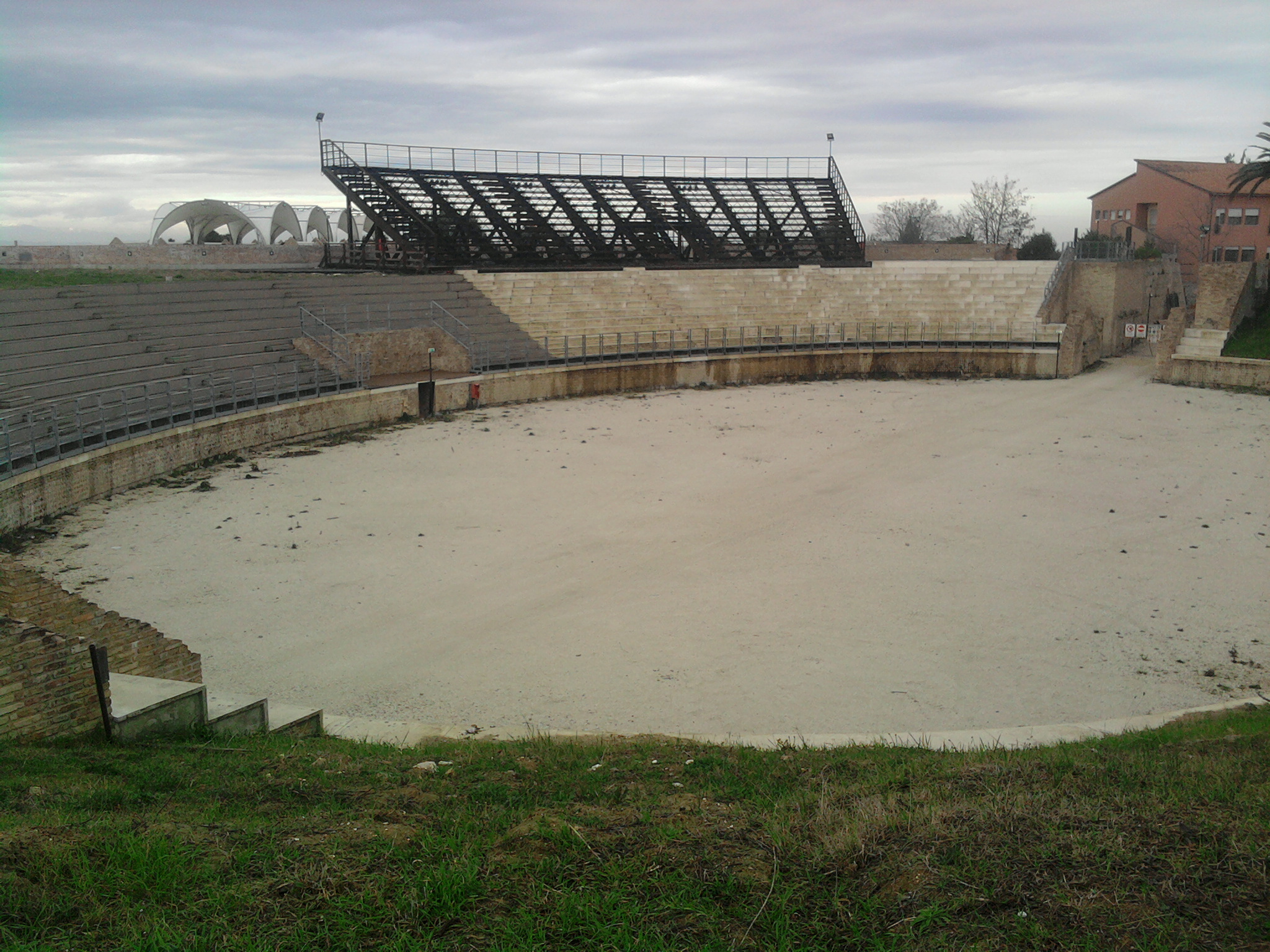
L'anfiteatro della Civitella

La città non fu creata ex novo con la conquista italica, ma esisteva sin dall'età del ferro, come testimoniato dalla presenza di antiche tombe. Dalla diversa collocazione di esse si intende che il perimetro della città fu pian piano ingrandito fino alla creazione di un piano regolatore nel II secolo d.C., quando le case e le strade vennero accomodate secondo uno schema a scacchiera, come dimostra soprattutto l'area del rione Civitella. Il boom edilizio di Teate si registrò grazie all'influenza di personaggi come Asinio Pollione e Asinio Gallo, la gens dei Vezii (Vezio Marcello ed Elvidia Priscilla), Erennio Capitone, procuratore di Livia figlia di Augusto, Tiberio e Caligola.

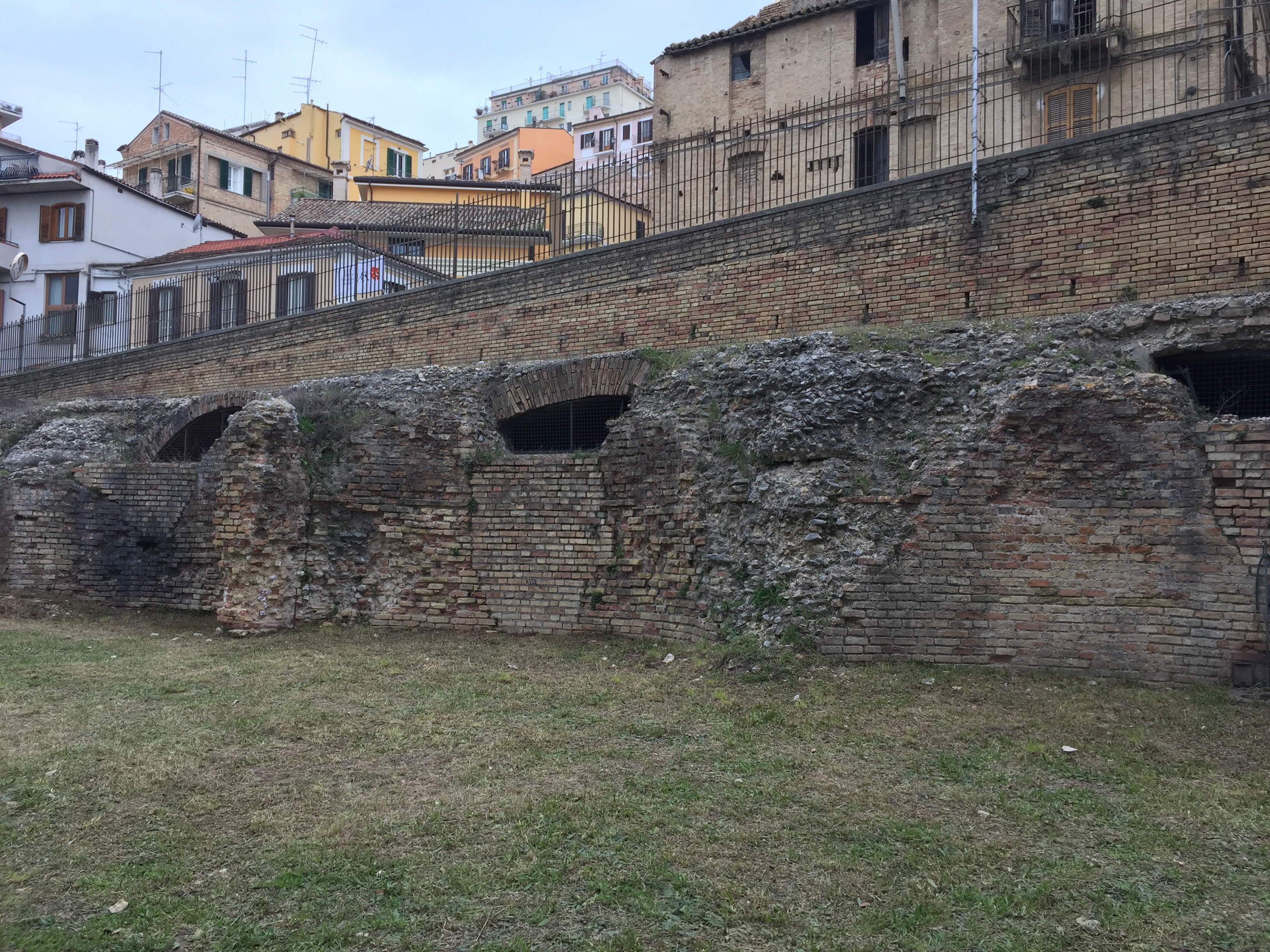
Cisterna romana

L'antico asse viario di Teate era a Nord-Est, come dimostrato da resti di muri lungo via Arniense rinvenuti durante i lavori di sventramento dell'800 voluti dal piano regolatore della città. I sotterranei della città sono caratterizzati dalla presenza di cisterne, di cui una sotto il Palazzo Muzi-Sanità e della Banca d'Italia, usata probabilmente dai Domenicani quando esisteva il convento. Di gran lunga più estesa è la seconda, misurante 65x30 metri, in calcestruzzo e divisa in sedici navate per sette pilastri. Altre strutture simili sono in Largo Carbonara, via Ognissanti, via Romanelli, corso Marrucino. Dopo la parte centrale della Piazza dei Templi Romani, la parte periferica di Teate andava a Sud-Ovest della collina per dar spazio al teatro e all'anfiteatro, ristrutturati nell'aspetto attuale nel II secolo d.C.
Di grande importanza è anche la necropoli cittadina, scoperta a metà dell'Ottocento presso la chiesa di Santa Maria Calvona e Porta Sant'Anna, Delle necropoli di Santa Maria sono stati ritrovati vari frammenti, alcuni dei quali corrispondenti al sepolcro di un certo C. Lusius Storax, riconducibile all'epoca dell'impero di Claudio. Nella stessa area di Colle Marcone nel 1911 presso Costa Ciampone è stato trovato un cippo funebre, oggi perso. Si trattava di un grande monolite che probabilmente dette il nome alla via attuale, chiamata "Pietragrossa".

### Le necropoli romane
Gli scavi di Porta Sant'Anna e via Orientale (piazza Garibaldi e via PTerme romane) risalgono al 1952, con pezzi databili IV-III secolo a.C., mentre altro materiale della stessa epoca è stato trovato negli stessi anni nella necropoli di Materdomini, durante i lavori di ricostruzione della chiesa: frammenti di ferro, fibule di bronzo, ceramiche in terracotta. Altre tombe furono rinvenute presso Palazzo Henrici, ossia sepolcri a cappuccina con ceramica e bronzi. La necropoli vera e propria di Porta Sant'Anna fu scoperta nel 1881 quando venne realizzata la nuova strada per il cimitero in collegamento con la città. Gli scavi continuarono fino al 1888, quando venne istituita la Collezione del Museo Sepolcrale di Teate. Altre tombe furono trovate tra il 1925 e il 1938, quando il quartiere si andava espandendo sempre di più, arricchendo la collezione del Museo Archeologico. Di tutte queste tombe alcune erano rozze, ossia per le persone meno abbienti, altre decorate in stile principesco, con più materiali di pregio, e diverso era il materiale di realizzazione: copertura a tegoloni, terra bruciata, alcune con steli o cippi commemorativi.

## Medioevo: nuovi rioni di San Paolo e Santa Maria Trivigliano
La città dopo il sacco dei Goti nel 410 ca. d.C., ebbe un lungo periodo di stagnazione, caratterizzato prevalentemente da saccheggi e da depredazioni da parte dei vari barbari che invadevano l'Italia. Nell'801 la città fu bruciata da Pipino il Breve al seguito di Carlo Magno, durante la guerra contro i Longobardi, e dovette essere ricostruita quasi daccapo. Le vestigia romane, come si vede, furono inglobate nelle nuove case, i templi trasformati in chiese (chiesa di San Paolo sopra il tempio dei Cadtori, la protocattedrale di San Tommaso sopra un tempio del Colle Gallo), l'anfiteatro divenuta cava di materiale per nuovi edifici, oppure necropoli, mentre le chiese e i monasteri proliferavano, iniziando con la ricostruzione daccapo della cattedrale di San Giustino, all'epoca in zona periferica.

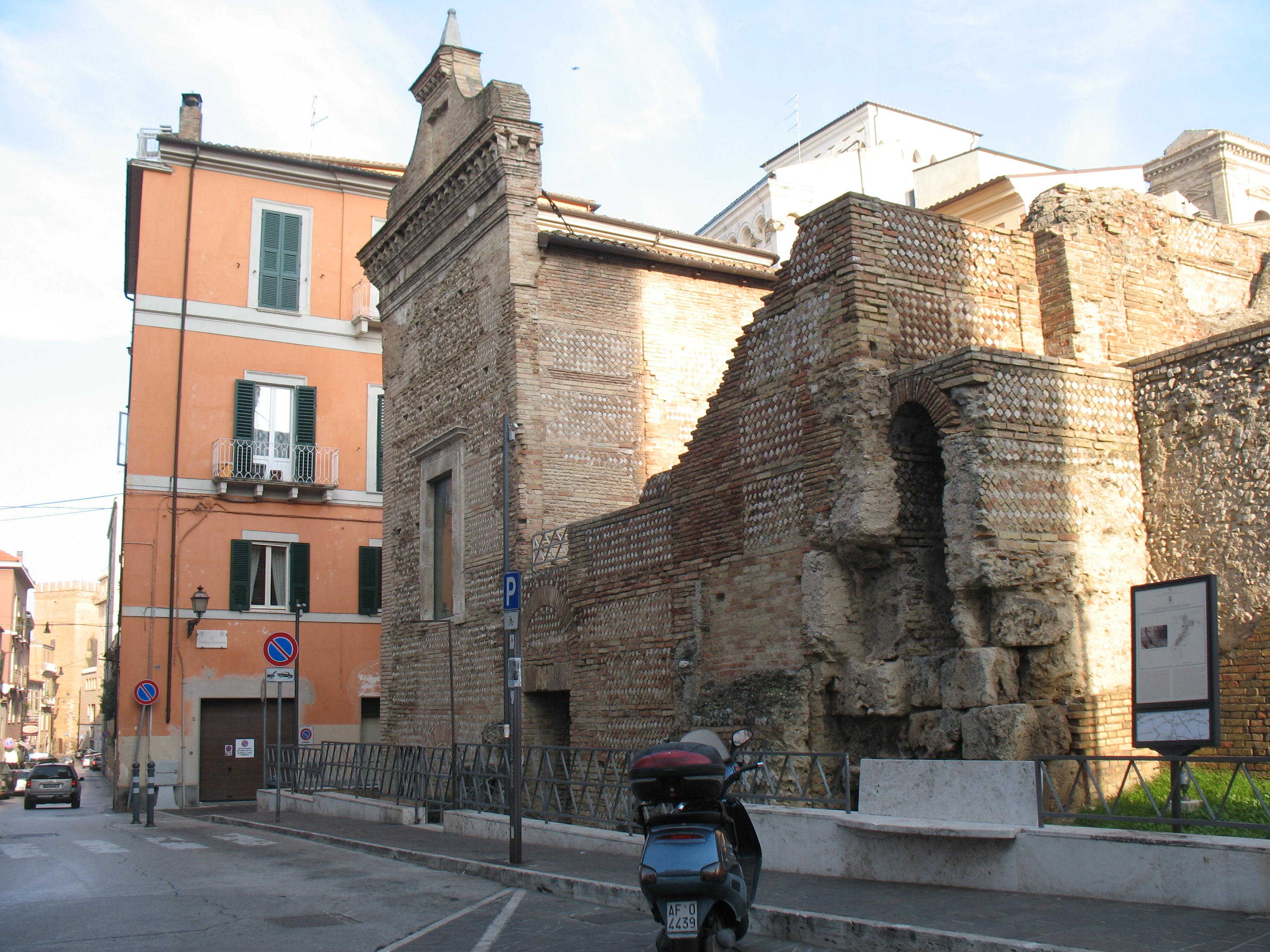
Piazza Tempietti Romani

Due nuovi quartieri vennero fondati daccapo nella zona ovest delle mura, presso l'antico foto romano, il Colle San Paolo e San Nicola (due borghi che si fusero nel XIII secolo), mentre all'estremo nord veniva eretto il rione Trivigliano o di Santa Maria, dal nome dello storico monastero, oggi ex caserma Pierantoni. 
Come il borgo di San Paolo (zona Civitella-Santa Caterina presso i tempietti), nel corso dell'XI secolo venne fondato anche il primitivo abitato di Villa Trivigliano, fuori dal contesto urbanistico della Teate romana. Nelle prime fonti il borgo viene definito "villa" o "castellum", insieme al vicino borgo di San Giovanni (attuale zona di piazza Valignani e via dello Zingaro), nei pressi di zona Sant'Anna. Le fonti parlano di un Castellum Tribulianum dai documenti del vescovo di Chieti, mentre nel XII era nominato "Theatinum Urben Trivillianum". Nel XIII secolo era definito "villa", ossia un piccolo borgo rurale che probabilmente fu dotato di un castello, successivamente scomparso, e fusosi con il borgo di Santa Maria, sorto attorno al convento omonimo, divenendo in seguito uno dei quartieri maggiori di Chieti.
Il quartiere San Paolo sorse come un castello con abitato interno, presso l'area sacra dei tempietti restaurati nell'era giulio-claudia (I secolo). Notizie si hanno sin dall'XI secolo, quando l'abitato sorse attorno al tempio di Castore e Polluce, riconvertito in chiesa dei Santi Pietro e Paolo, con zona fortilizia di controllo della valle del Pescara. Nel XII secolo è nominato come "castellum S. Pauli" dal vescovo di Chieti, e dopo alcune guerre e assalti subiti nel secolo successivo dai normanni, il vescovo concesse al castello l'esenzione dal pagamento delle tasse per un ripopolamento. In questo periodo si sviluppò ancora di più, tanto che preso il borgo separato dal resto della città, iniziò a forma un unico agglomerato urbano con la civitas Teatina, insieme agli altri rioni. Il perimetro murario che lo circondava aveva un fornice, ossia Porta Santa Caterina, oggi scomparsa.
Con il trascorrere dei secoli, il rione cambiò aspetto, inizialmente con alcune demolizioni avvenute nel tardo Ottocento per la realizzazione del corso Marrucino, e infine con ampi errati sventramenti portati a termine dagli anni '30 in poi, stravolgendo in parte l'aspetto di quartiere settecentesco. La zona del "pallonetto di San Paolo" è stata demolita per la realizzazione del Palazzo del Genio Civile, durante il ventennio, e di altre strutture come il Palazzo delle Poste, il Supercinema con accanto l'Istituto INAIL, il Palazzo Verlengia, sopra alcune importanti vestigia romane, e l'ex sede della Biblioteca provinciale "A. Camillo De Meis", sempre realizzata durante il ventennio.
Dopo il 1927 la chiesa di San Paolo fu sconsacrata e l'antico aspetto del tempio romano venne ripristinato. 

## Epoca rinascimentale
La cinta muraria, demolita nei primi anni dell'Ottocento, e definitivamente alla fine del secolo, rimase sostanzialmente quella della tarda epoca aragonese dei primi anni del '500, mentre i borghi all'interno del centro, conservarono la fisionomia sino ai primi sventramenti del tardo Ottocento e degli anni '20 del secolo seguente. Si trattava principalmente di piccoli sobborghi che si affacciavano sulla stretta strada Grande, che dall'Ottocento venne nominata Corso "Ferdinando Galiani" e poi attualmente Marrucino: vi erano il colle-pallonetto San Paolo a ovest, annesso al quartiere San Nicola con la porta omonima che permetteva l'accesso al corso da Piazza Trento e Trieste, dove si trovava la chiesa della Trinità, attaccata alla Porta Sant'Andrea o delle Croci, poi la parte alta della Civitella (Fiera fuori) con l'anfiteatro e il convento del Carmine di Santa Maria in Civitellis, scendendo più a nord, verso San Paolo c'era il piccolo quartiere di San Gaetano (ex Santa Caterina), mentre dalla parte est il rione Porta Monacisca o San Giovanni con la chiesa di Materdomini, e oltre il Piano Sant'Angelo (Piazza Matteotti) c'era il cosiddetto quartiere Terranova-Sant'Anna, delimitato da via Arniense, che incominciava nel piazzale dedicato a Garibaldi dopo l'Unità. Al quadrivio di via Arniense con la via Ulpia (corso Marrucino nord) presso il seminario diocesano, si scendeva a nord via Toppi sino alla biforcazione della torre, da una parte si andava a Porta Pescara, dall'altra si entrava nel cuore del rione Trivigliano, incontrano la chiesa di Sant'Agostino e la caserma Pierantoni (ex convento di Santa Maria), e l'accesso era dato da una porta, detta di Santa Maria, demolito già nei primi dell'Ottocento.

### Antiche porte di Chieti

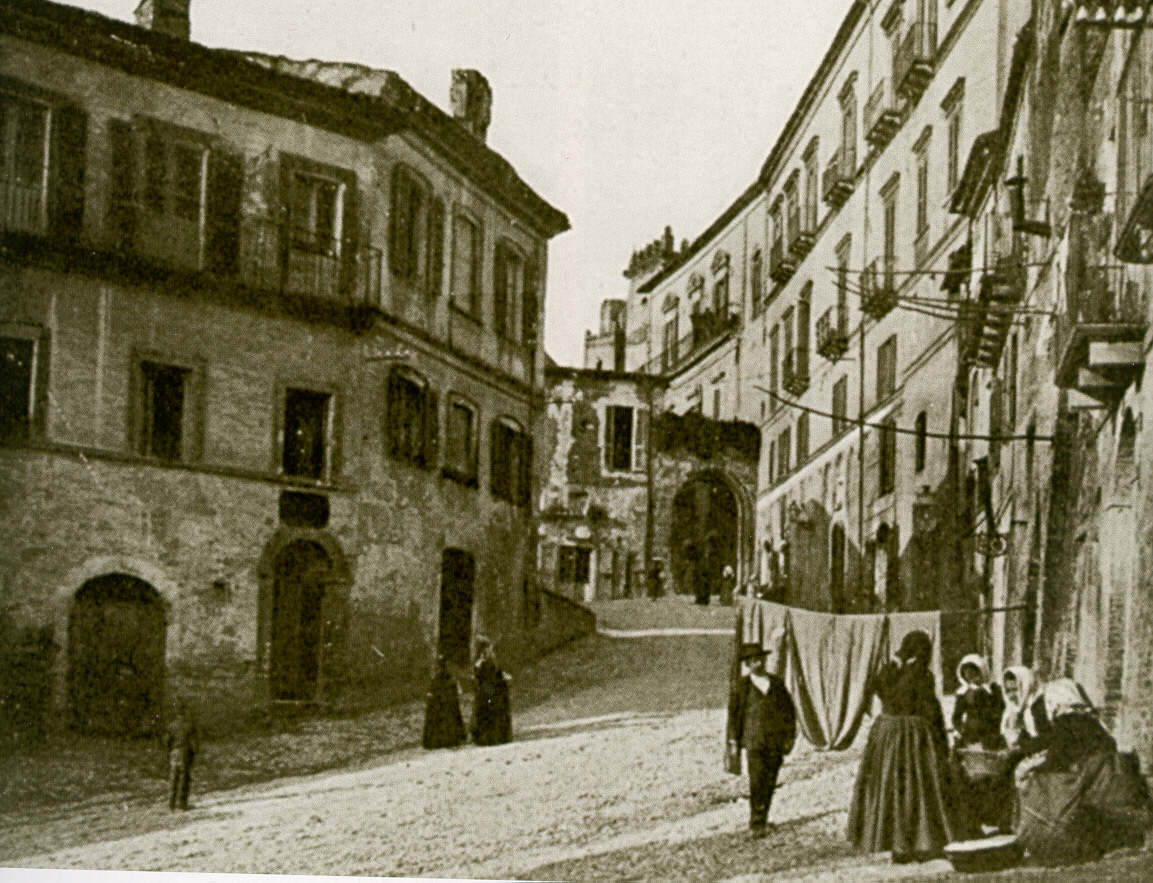
Porta Pescara nel 1921

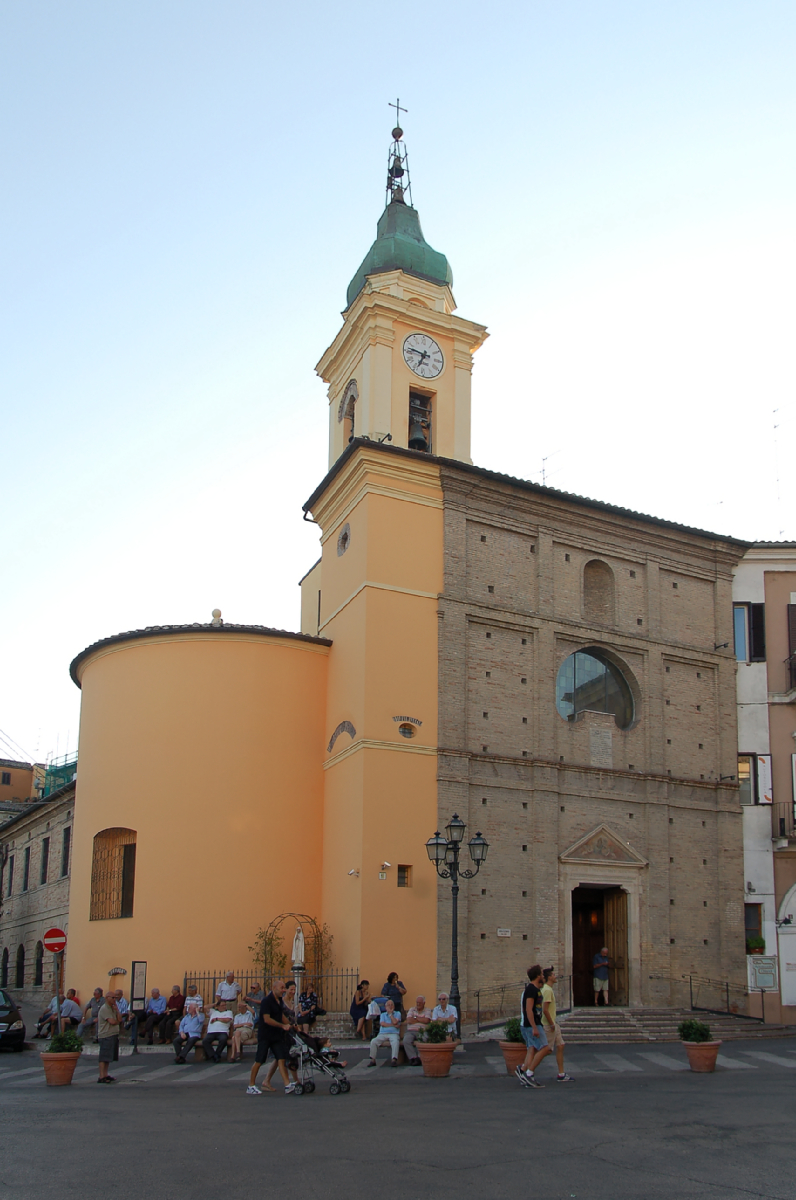
Chiesa della Santissima Trinità: la cappella laterale a pianta circolare era un torrione di Porta Sant'Andrea

Le porte maggiori in tutto erano 9, più alcuni accessi secondari. Di queste sopravvive solo Porta Pescara:
- Porta Pescara - via di Porta Pescara (rione Trivigliano): è l'unica porta che sopravvive, la cinta muraria storica con la porta, era più arretrata rispetto all'attuale circonvallazione di via S. Olivieri. L'arco gotico è tipico del XIII secolo con elementi angioini, un arco ogivale con la cornice incassato in una mostra in conci di pietra squadrati, che forse alla sommità aveva delle merlature. Nel XVIII secolo una seconda porta più monumentale, con l'allargamento del quartiere di Santa Maria, fu realizzata come nuovo ingresso. La seconda porta fu usata come gabella per il pagamento del dazio del pescare proveniente dell'Adriatico, e da Pescara. La porta è un monumentale arco a tutto sesto incassato in una mostra elaborata in laterizio, ai fianchi dell'arco si trovano due coppie di paraste a capitello dorico, che sorreggono una trabeazione aggettante con la cornice marcapiano, il secondo livello della porta ha due cuspidi piramidali angolari, il corpo centrale è ristretto, presenta un orologio centrale realizzato nel primo Novecento, in quanto prima era una semplice meridiana. Questo corpo si conclude con timpano triangolare.
- Porta Santa Maria (Largo di Porta Santa Maria, presso la caserma Pierantoni, rione Trivigliano): questa porta era la seconda del quartiere, insieme a Porta Pescara. Non si hanno descrizioni o immagini, sicché è difficile stabilire che aspetto avesse. Era l'accesso più settentrionale, dotato sempre di una gabella del dazio, e di un sistema fortificato a guardia del convento di Santa Maria. Demolita nel XIX secolo, rimase il toponimo.

- Porta Sant'Andrea o delle Tre Croci (Piazza Trento e Trieste): è così chiamata perché vi si accedeva dalla piana dell'ex convento di Sant'Andrea degli Zoccolanti, trasformato nel XIX secolo in ospedale militare e caserma Bucciante, e incluso nella villa comunale ottocentesca. La chiesa della Santissima Trinità era una cappella, che nel 1456 venne incorporata nelle mura del rione Civitella o Fiera, quando il camerlengo Mascio Alucci fece costruire due grandi torrioni cilindrici che includevano nel mezzo una porta, a demilitare un nuovo accesso alla città; su una torre fu inciso HOC OPUS FECIT FIERI MASIUS ALUSIUS CAMERARIUS CIVITATIS THEATINAE. 1456. Cambiò nome anche in "porta di Santa Croce" per la presenza della chiesa della Santissima Trinità. Nel XIX secolo ci furono delle demolizioni, e così uno dei due torrioni, che doveva trovarsi all'inizio di via IV Novembre, dall'accesso del Seminario pontificio "San Pio X", andò demolito. L'altro torrione cilindrico rimase attaccato alla chiesa. Ci fu un progetto di ricostruzione della porta in stile monumentale, con uno spazio per tre archi di ingresso, tra i due torrioni, ma non se ne fece nulla. Sempre in questi anni l'ex torrione viene adibito alla cappella della Misericordia della chiesa.

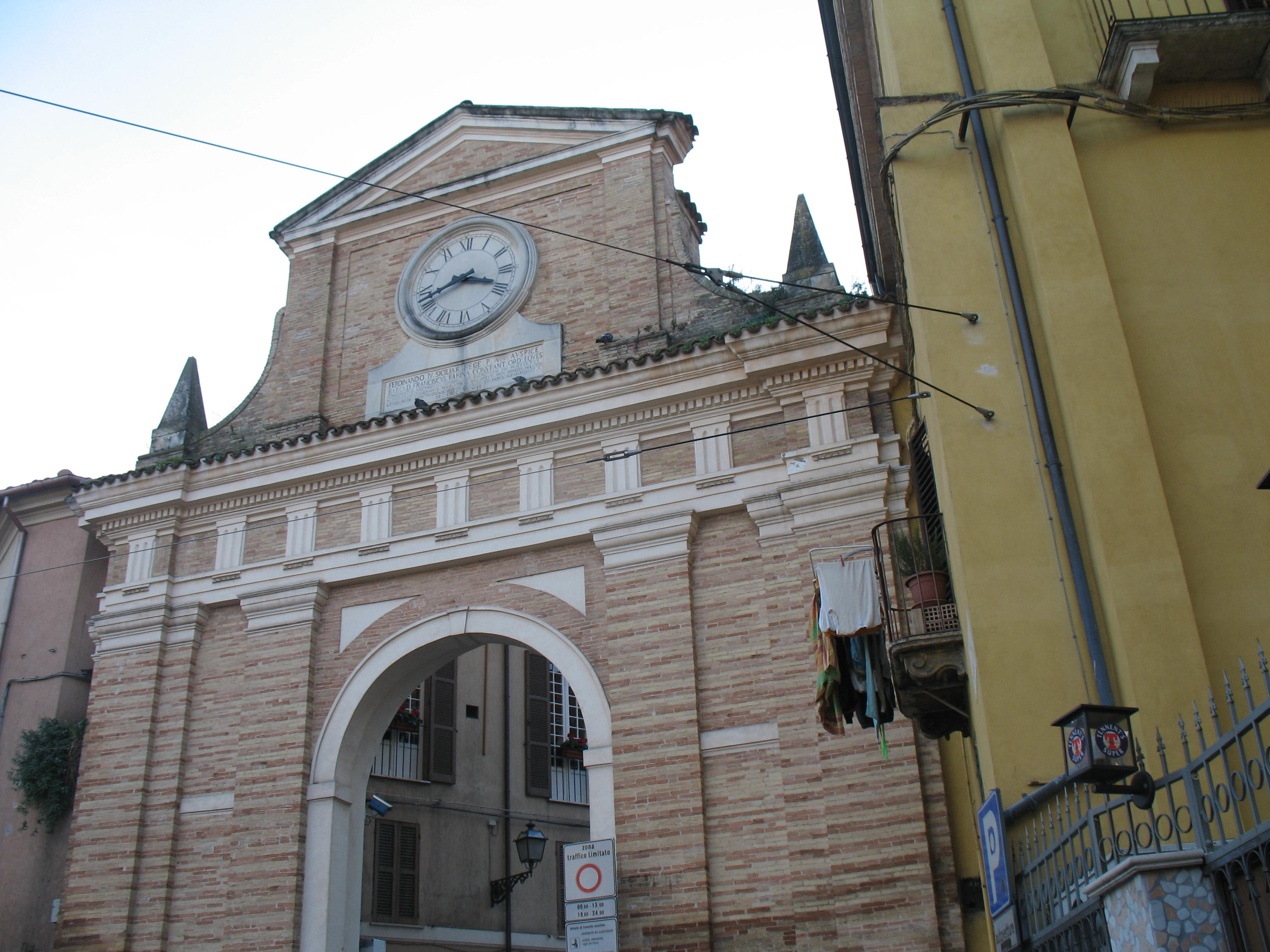
Porta Pescara, la costruzione settecentesca che precede quella medievale

- Porta Reale (o porta Napoli, via di Porta Napoli, presso il teatro romano): rimane attualmente solo un frammento di muro, allo sbocco di via di Porta Napoli su viale G. Salvatore Pianell. Era così chiamata per l'accesso provenendo dalla strada di Napoli, già nella prima metà del XIX secolo non esisteva più.

- Porta Santa Caterina (via Asinio Herio, imbocco al quartiere San Gaetano): detta anche "porta di un solo occhio" (Porta de Hoculis), cioè un accesso. Introduceva da nord al piccolo rione San Gaetano o di Santa Caterina (dal nome della chiesa), collegato direttamente al Colle San Paolo. Non si hanno immagini per comprenderne l'aspetto, si trovava proprio all'ingresso della scalinata di via Giacinto Vitacolonna.

- Porta Zunica (Largo Cavallerizza, aveva tre archi, demolita nel 1894, permetteva l'accesso a Piazza San Giustino): in origine era detta Porta Gallo, dal nome dell'altura sopra cui fu eretta la Cattedrale di Chieti. Nel XVII secolo la porta fu ricostruita dal Governatore Giuseppe Zunica e venne chiamata appunto Porta Zunica, sicché nei primi anni dell'Ottocento fu rifatta in stile neoclassico, come era visibile ancora in fotografie del tardo XIX secolo: tre archi a tutto sesto, e muratura in bugnato liscio, avevano ormai più una funzione decorativa che militare, e siccome l'accesso alla Piazza Grande (poi piazza Vittorio Emanuele e attualmente reintitolata a San Giustino) era reso difficoltoso, anche dalla presenza di altri palazzi, tra cui la vecchia Casa del Capitano di Giustizia, nel 1894 fu demolita. Oggi rimane l'unico grande spazio di accesso alla piazza, tra il neogotico Palazzo di Giustizia e il neorinascimentale Palazzo Mezzanotte.

- Porta Bocciaia (sbocco di via Arniense al Largo Cavallerizza): secondo alcuni la porta doveva trovarsi allo sbocco di via dei Crociferi, ma non ci sono immagini sufficienti e disegni per comprendere l'esatta collocazione. Era la seconda porta minore di accesso al Colle Gallo.
- Porta Sant'Angelo o Sant'Anna (Piano Sant'Angelo): ugualmente non si hanno abbastanza fonti per stabilire che aspetto avesse. Alcuni sostengono che questo rione avesse due accessi: uno minore posto su piazza Matteotti, vendo da viale Papa Giovanni XXIII, posto accanto a una cappella dedicata a San Michele, mentre l'accesso principale da est avveniva dalla via Boreale (oggi via Alessandro Valignani), all'altezza di piazza Garibaldi, all'imbocco di via Arniense. Demolita già nel XIX secolo, fu realizzata una torretta di guardia in stile neogotico, collegata alla Caserma "Vittorio Emanuele" (oggi F. Spinucci), più che altro per gestire il traffico delle merci, che a scopo militare.

- Portello San Nicola (ingresso al corso Marrucino, stava presso la via omonima): demolita nella metà dell'Ottocento, era un accesso minore al corso Marrucino, provenendo da piazza Trento e Trieste.
- Porta Monacisca o San Giovanni (via di Porta Monacisca); non si sa molto sull'aspetto di questa porta, resta solo una parte del basamento della colonna, accanto alla chiesa di Materdomini, di cui era a difesa, benché la chiesa preesistente sia andata distrutta nel 1959 a causa dei danni della guerra. La porta è così chiamata perché introduceva al rione di San Giovanni, precisamente alla parte per cui si arrivava a Largo del Pozzo (oggi piazza Giangabriele Valignani), dove si trovava lo scomparso monastero di San Giovanni dei Cavalieri di Malta, demolito intorno al 1876.

## Dal Settecento all'Ottocento
Durante il Settecento Chieti subirà un radicale mutamento del tessuto urbano, trasformandosi in città barocca, in seguito ad alcuni danni riportati dopo il terremoto dell'Aquila del 1703. Le influenti famiglie Valignani, Zambra, Durini, approfitteranno della situazione per chiamare valenti maestranze lombarde e napoletane per abbellire la città, costruendo i palazzi sopra le vecchie strutture medievali, e per il rifacimento ex novo alla moda barocca delle strutture religiose, che in gran parte perderanno l'aspetto antico originario.

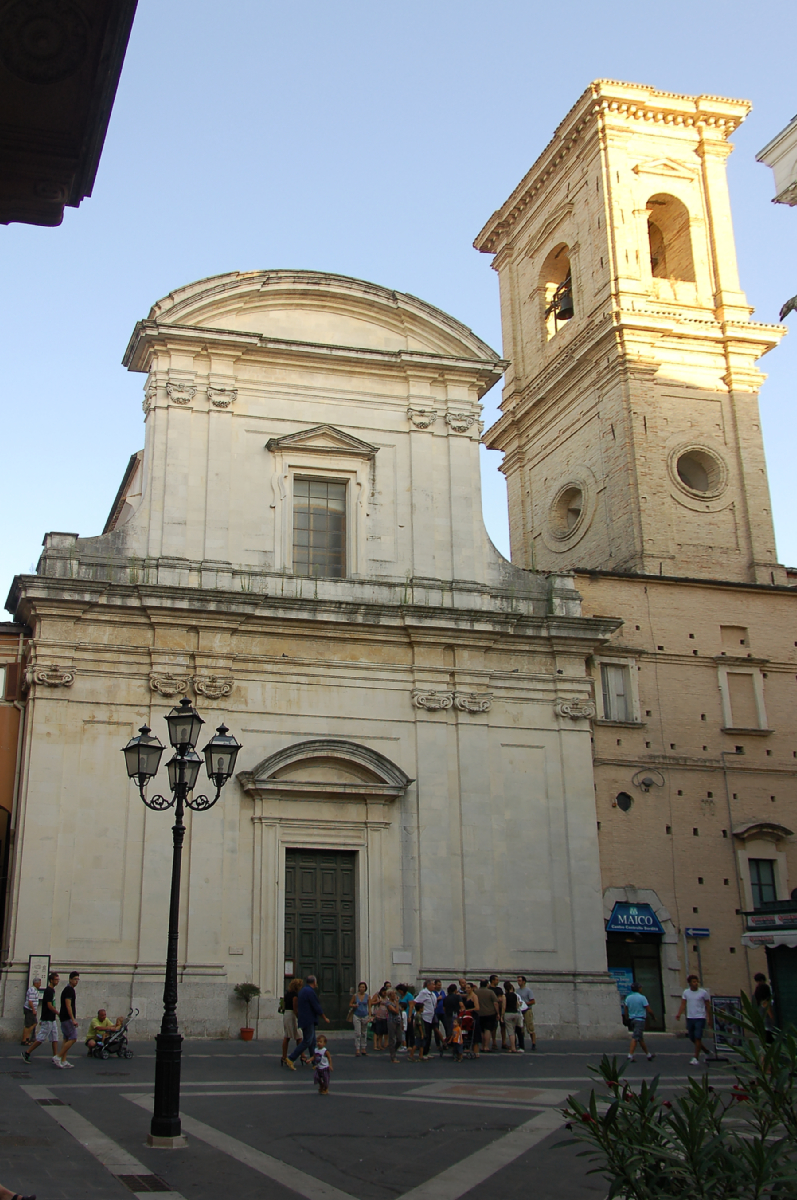
La chiesa di San Domenico degli Scolopi, o "San Domenico Nuovo", poiché la vecchia chiesa domenicana fu demolita per la costruzione del palazzo provinciale nell'800

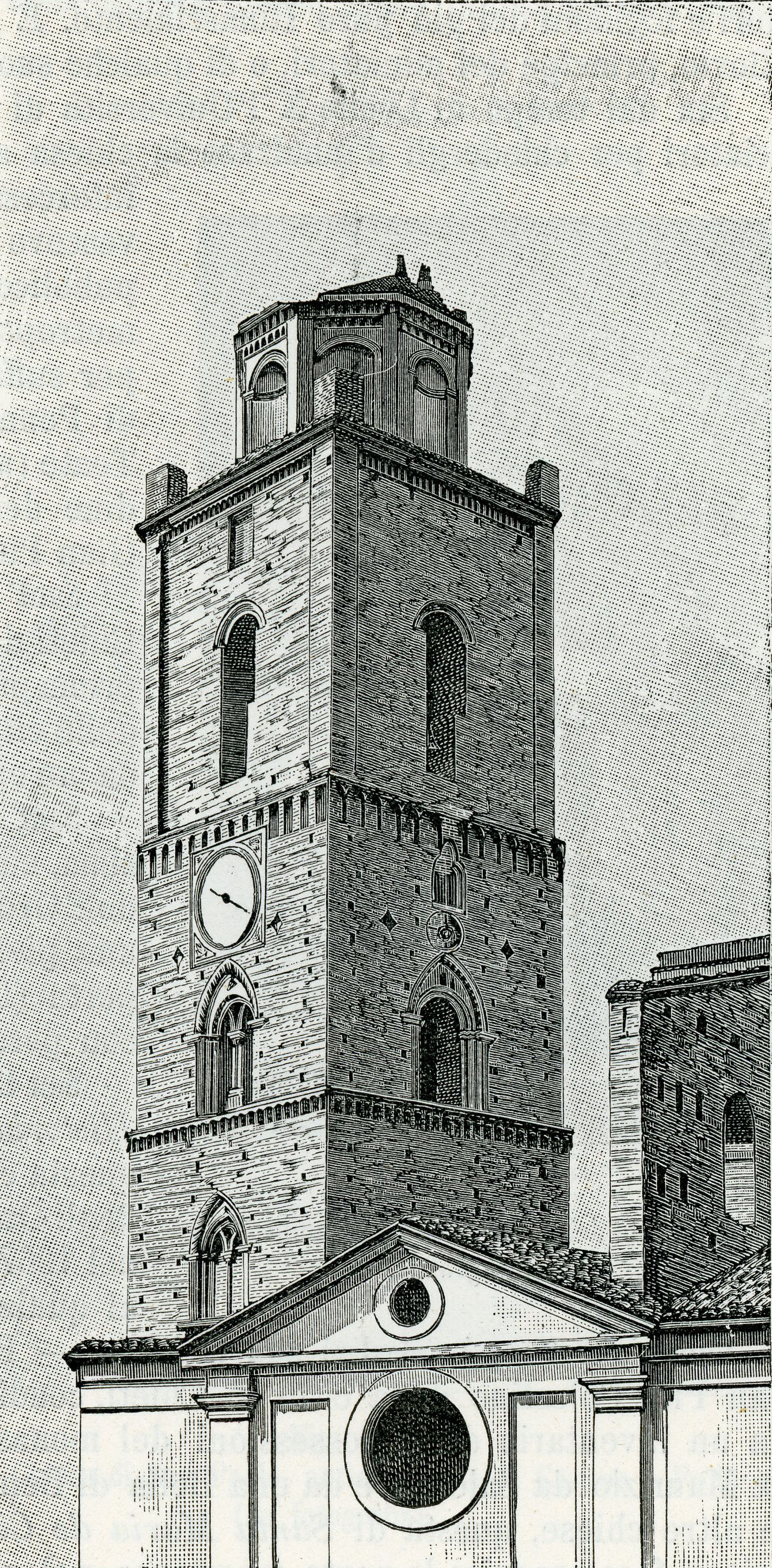
Torre del Duomo in un'incisione ottocentesca

La città settecentesca aveva ereditato la planimetria urbanistica medievale, con potenziamenti nel 1500 delle mura, e varie integrazioni. Con l'ingresso nel nuovo regno, le mura diventeranno inutili, viste come un freno allo sviluppo urbano. Nella seconda metà del XIX secolo non solo s'era infranta la barriera di rappresentanza delle mura, ma si era provveduto alla rettifica del vecchio asse mediano del corso Galiani, che tra il palazzo vescovile e il vecchio palazzo dell'Università si biforcava verso la Cattedrale lungo via degli Orefici (oggi via Pollione) e verso il rione Terranova (via Arniense, via Sette Dolori), lungo via dello Zingaro (oggi via De Lollis), impedendo il collegamento diretto con Porta Pescara, e il quartiere Trivigliano, che era chiamato pure "Santa Maria" dal nome dell'ex convento. La rettifica del corso cittadino comportò il taglio di numerosi prospetti di palazzi privati, la demolizione dei palazzi Valignani e Francese in Largo del Poazzo per permettere il collegamento con ,l'altra parte del corso, zona chiesa di San Francesco, della chiesa dei Cavalieri di Malta all'altezza di Piazza Valignani (allora Largo del Pozzo) per stabilire il contatto con il largo Mercatello (Piazza Malta) e via Ulpia (il corso settentrionale zona San Francesco), che proseguiva verso Porta Pescara da via Toppi e poi via Agostiniani.
In questa maniera un unico lungo asse mediano poneva in collegamento diretto Porta Sant'Andrea con le porte Pescara e Santa Maria, e all'intersezione dei due assi sulla trasversale via Arniense, queste con Porta Sant'Anna e Bocciaia (zona Piazza dell'Esedra). Tale intervento comportò la perdita dell'originario convento domenicano (visto che l'attuale chiesa di San Domenico era dedicata a Sant'Anna), sostituita dal nuovo palazzo provinciale e dal Banco di Napoli, la rettifica e abbassamento di via Ulpia tra il convento dei Francescani passato all'Intendenza di Finanza, e il palazzo del seminario diocesano.
Fin dalla fine del XIX secolo inoltre, come appare nel catasto del 1875, iniziò l'urbanizzazione della piana fuori Porta Sant'Anna verso il cimitero, e dei bastioni dei Cappuccini, e in località Gaetani s'erano insediate alcune ville rustiche (Villa Obletter-Mazzella). Successivamente verso lo Scalo verranno create nuove strutture, che precluderanno alla nuova città sulla piana di Chieti Scalo.

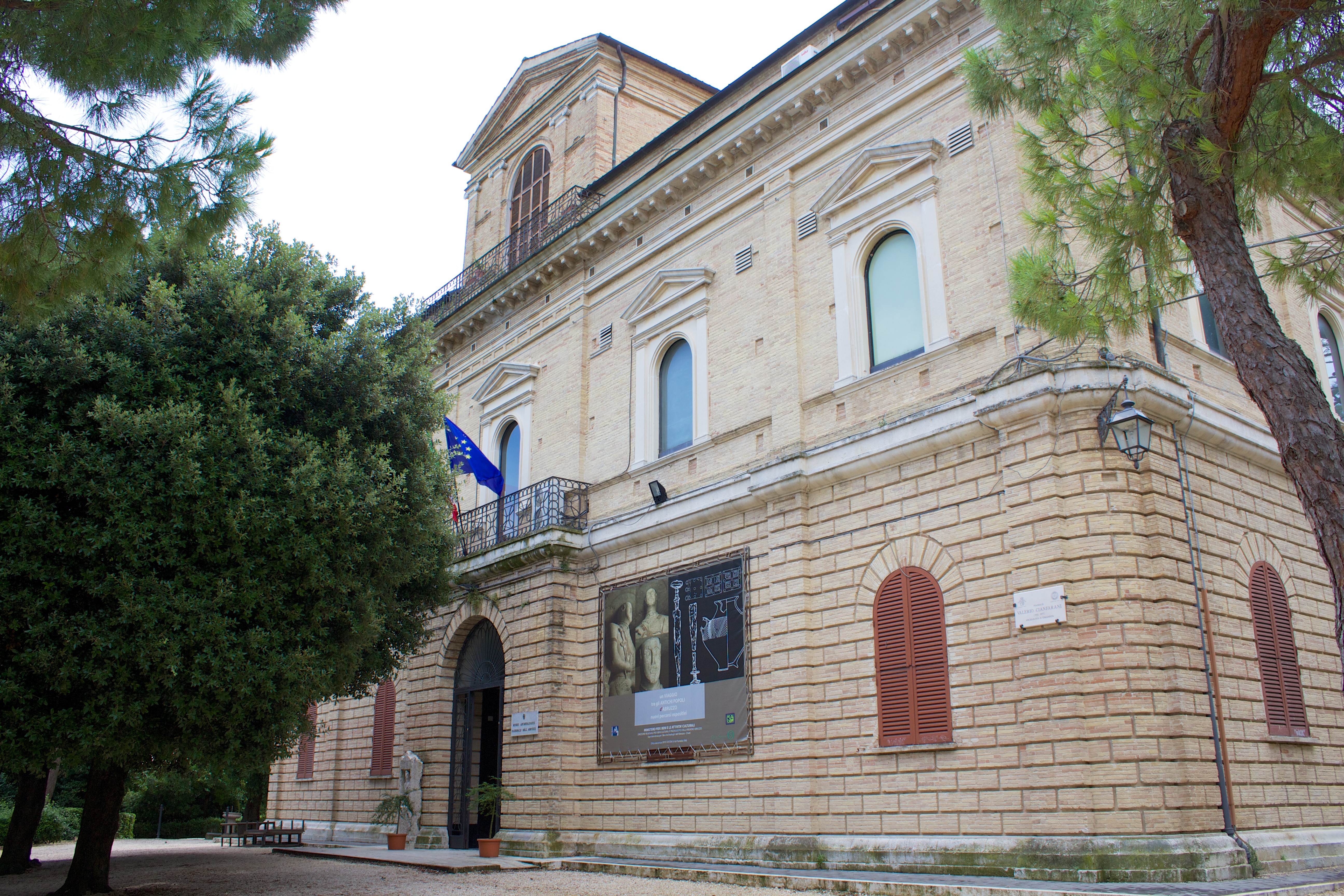
Villa del barone Ferrante Frigerj, sede del Museo Archeologico

### Costruzione delle ville residenziali
Il cambiamento in città, nell'area fuori dalle mura, coincide con l'urbanizzazione di Chieti nel periodo 1806-1825 quanto alle ville residenziali che sorsero; venne più avanti aperta la strada di Sant'Andrea (dal nome dell'ex convento degli Zoccolanti che aveva il suo vasto orto nell'area dell'odierna villa), con la creazione di un sanitarium per soggiorni estivi nei giardini municipali, avanzata da Alfredo Barattucci su progetto di Giovanni Nobile nel 1893. Ciò se spiega, da un lato con l'introduzione dell'ordine nuovo, i riflessi che questo avrà sull'assetto urbano dominato dal desiderio di dissolvere con simboli tangibili il passato, dall'altro è però indice di una contraddizione voluta dalle proteste del popolo. Esempio è la Piazza San Giustino (allora nota come Piazza Grande o Piazza Duomo), dove si trova il Duomo di Chieti, intitolata nell'ottobre 1860 a Vittorio Emanuele II.
Contraddittorio appare il ruolo svolto dalla nobiltà recente, di origini borghesi e mercantili, che si era venuta acculturando attraverso il costante il progredire delle proprie fortune economiche (i Valignani, i Mezzanotte, i Durini). Le capacità commerciali dei Durini che attirarono gli interessi degli Zambra, i legami dei Frigeri con la gestione Colonna, l'intreccio d'interessi portato dagli Obletter avevano mutato il volto della città sin dal XVII secolo.
L'Ottocento appare come il secolo che vede una sostanziale chiusura della spinta di rinnovamento urbano che queste famiglie avevano dato a Chieti nei due secoli precedenti. Prima di questo secolo la piazza della Cattedrale appariva ancora chiusa nel suo perimetro murario interrotto da Porta Zunica (case-mura con la porta composta in bugnato con tre arcate a tutto sesto in stile neoclassico), che stava tra piazza San Giustino e Largo Cavallerizza. 
I cambiamenti più evidenti sono riscontrabili nelle proprietà dei Frigeri-Nolli e dei Mezzanotte-Mazzella. Nel 1830 l'architetto Riccio realizzava Villa Frigeri (attuale sede del Museo Archeologico Nazionale d'Abruzzo), in stretta adiacenza con l'altra dei Nolli, a ridosso della chiesa di San Rocco e di Santa Maria della Civitella. Significativo invece il casino dei Mazzella insieme ad altre proprietà dei Mezzanotte, dislocate ai margini del rione Gaetani, non distante da Villa Obletter, fuori Porta Sant'Anna. Già queste dislocazioni indicano quali fossero le nuove direttrici degli interessi, i ricchi terreni della piana pescarese, in futuro colonizzate con la costruzione della ferrovia (Brecciarola-San Martino-Tricalle). Mentre gli interventi Frigeri-Nolli nascevano già segnati dalla necessità del cambiamento, come dimostrava l'urbanizzazione dell'area fin dal 1806-1815 con l'apertura dello stradone Sant'Andrea, annullano le periferie di Santa Barbara e San Donato, quelli dei Mezzanotte-Mazzella (1869) si dislocavano in posizione strategica per i futuri sviluppi segnati dalla modernizzazione extracomunale.
L'ingerenza dei Mezzanotte alla fine del secolo diventerà totale, occupando il quartiere Trivigliano-Santa Maria (divisione con i Pinto per la fabbrica di laterizio, gli stabilimenti tessili degli Odorisio del 1840, il liquorificio Barattucci a Porta Pescara).

## Innovazioni ottocentesche
Nel 1864 Chieti si dotò del primo impianto a gas per la luce elettrica, tra le prime dell'ex Regno di Napoli.

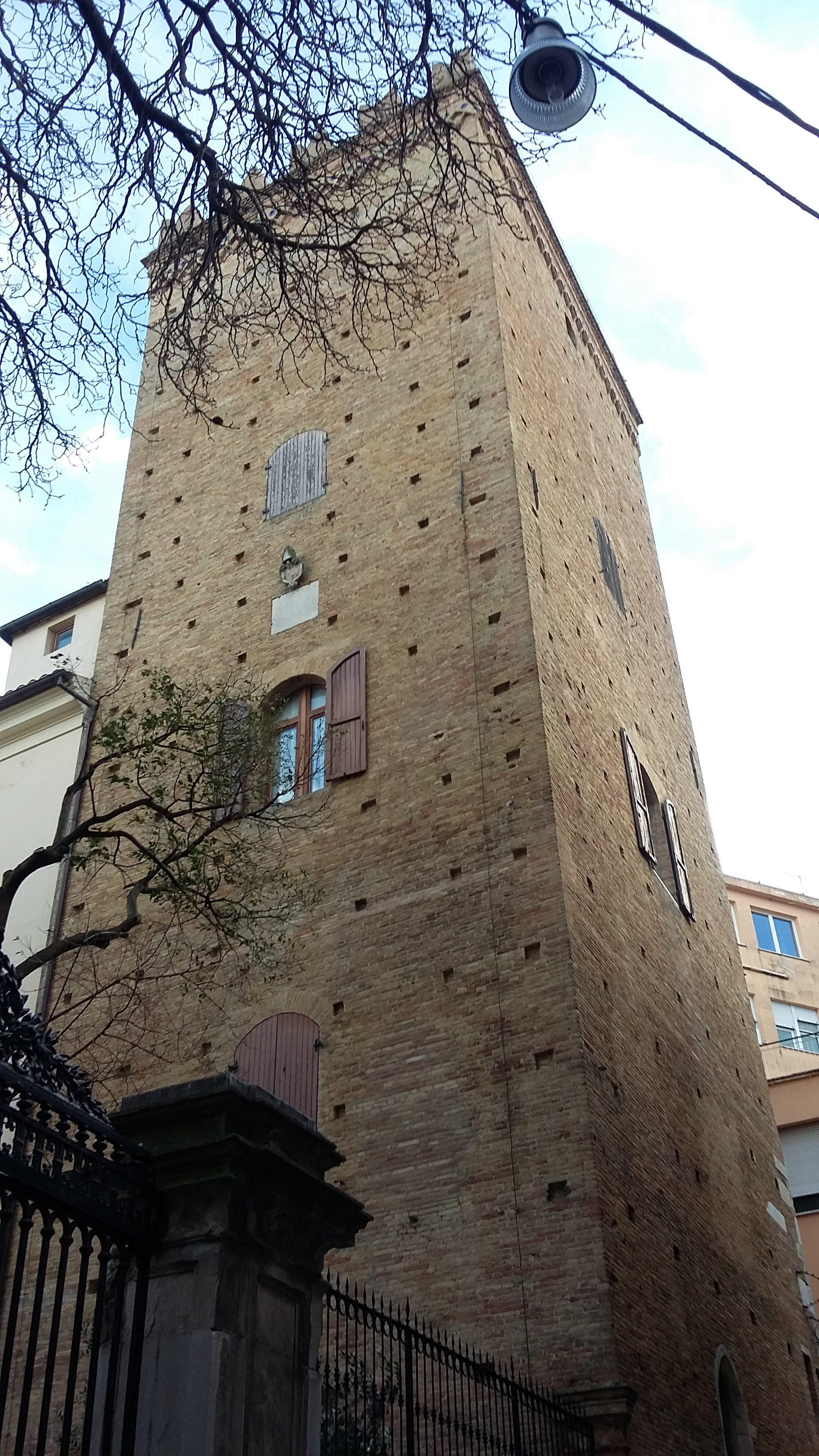
Torre medievale di Colantonio Valignani (1470) del Palazzo Arcivescovile, una delle poche strutture militari sopravvissute della città

La nuova finanza locale, diversa nella gestione del patrimonio dell'ex potere nobiliare, venne reinventata negli istituti di credito, nell'istituzione della Cassa di Risparmio (1861), nella sede del Banco di Napoli (1869, ospitata presso uffici dell'ex convento di San Domenico); queste istituzioni, prima delle definitive sedi sul corso, erano state alloggiate in vari altri locali del centro. Indicativo è il fatto che alla presidenza della Cassa ascendesse subito Giustino Mezzanotte, uomo influente, benché fosse favorito il nobile Zambra, oppure Luigi Durini, Lelio De Lellis. Presso la villa nel 1865 fu inaugurato l'istituto Industriale Professionale "Ferdinando Galiani", poi trasferito negli anni '30 in un nuovo edificio scolastico. Con l'istituzione di varie scuole, tra le quali nel 1861 il Convitto Nazionale "Giambattista Vico" nell'ex convento di San Domenico Nuovo (allora dei Padri Scolopi di Sant'Anna), l'Ottocento teatino è dunque caratterizzato dall'affermazione di nuovi ceti che ormai nell'affarismo e nell'oculato carrierismo, con lo Stato Sabaudo per garantirsi un amalgama con le realtà locali, riescono a superare la necessità di coronare la propria ascesa sociale col carisma nobiliare. Altre scuole furono l'Istituto Tecnico, la Scuola d'Arte Applicata all'Industria (1881), favorite dalle elargizioni di Camillo Mezzanotte.

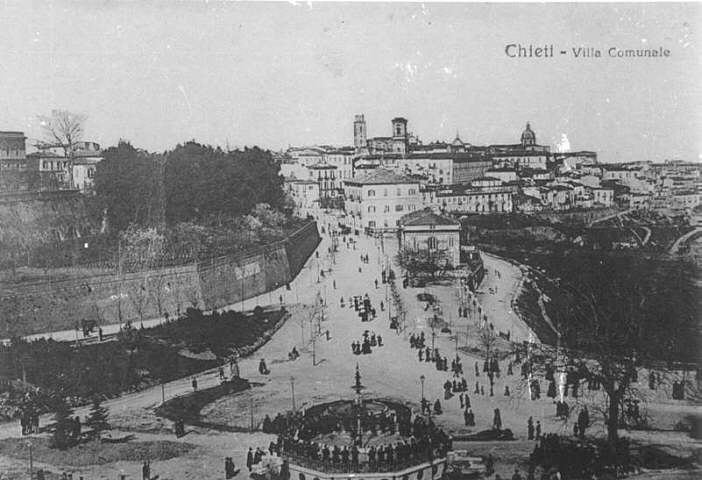
Veduta di Chieti da villa Frigeri

### Demolizione finale delle mura medievali
Tra le contraddizioni di questo sistema ci furono delle considerevoli modifiche nell'urbanistica. Per quanto riguarda l'importanza militare della città, i cui corpi di guardia esistevano in strutture ben definite già dal 1500, per volere di Carlo V d'Asburgo e dai viceré di Napoli durante la guerra del Tronto, per cui si fortificò il convento di Santa Maria rivolto sulla Val Pescara. Infatti il sovrano spagnolo si era interessato anche al porto di Aterno, facendo costruire la fortezza di Pescara a Portanuova (oggi l'ex bagno penale borbonico). A Chieti il corpo speciale di guardia si era distinto nel 1853 con l'arresto del patriota Silvino Olivieri che aveva tentato di fomentare un'insurrezione degli Abruzzi contro il governo borbonico. Dal 1859 il corpo speciale, con seconda sede presso la fortezza di Civitella del Tronto (TE), fu riorganizzato dentro la città teatina, con la costruzione nel rione Sant'Anna della Caserma "Vittorio Emanuele" (oggi intitolata a Francesco Spinucci) nella nuova piazza Garibaldi, e della Caserma Pierantoni, nell'ex convento di Santa Maria, nonché dotandosi di un Campo d'Armi presso l'ex convento dei Carmelitani alla Civitella. Con l'entrata nel nuovo regno italiano, Chieti perse definitivamente la vecchia cerchia muraria medievale, già compromessa nella ricostruzione della città nel '700. 
Infatti da antico scopo militare difensivo, le mura video cambiato il proprio valore a quello di mera cinta daziaria e cordone sanitario, si ricordano l'ex convento di Santa Maria, il cordone presso l'ex ospedaletto della Santissima Annunziata dei Crociferi, la nuova Porta Pescara usata come luogo dei dazi. Le mura racchiudevano in aggiunta una situazione di estrema precarietà igienica con vaste aree interessate da febbri malariche, scarsa rete idrica e dissesto di numerose strade. Grave era il rifornimento idrico che aveva visto sin dal 1846 le proposte dell'ingegnere Giovanni Mazzella prima nei pozzi artesiani e poi nel 1854 della captazione dell'acqua della Maiella dalla sorgente Bocca di Foro. 
Nella storia dell mura, con l'abbattimento della cinta dell'orto degli Agostiniani, si segnò la fine degli apparati murari all'altezza di Porta Santa Maria, lasciando un vuoto tra la Cappella Centuriati e le case Pachetti. Le circonvallazioni della città alta, progettate a partire dall'Ottocento in sostituzione della fascia di rispetto extracomunale, diveranno il pretesto per riproporre il tracciato delle vecchie mura negli anni '60 del Novecento con i nuovi palazzoni popolari.
I militari nel febbraio 1849 lasciarono che il generale Landi occupasse militarmente la città disponendo una postazione di artiglieria nella piazza della Cattedrale. Gli influssi dell'amministrazione militare su ridisegno degli assetti urbani saranno per questo tutt'altro che marginali, reimpiegando l'e ex strutture conventuali delle chiese, e la proposta di trasformare la Civitella in polveriera nel 1872. Nel 1885 furono abbattuti i bastioni dei Cappuccini verso piazza Garibaldi, collegati alla vecchia Porta Sant'Anna, dotata di torri di guardia, il cui Piano Pomilio prevedeva la scelta urbanistica che privilegiava lo sviluppo del settore orientale a ridosso delle proprietà Gaetani-D'Aragona (attuale rione Sacro Cuore), verso Porta Pescara e Fonte Vecchia. La Caserma Vittorio Emanuele realizzata in piazza Garibaldi su progetto Vigezzi e Spatocco nel 1870, ridisegnò l'assetto del rione Sant'Anna, allora quasi spopolato. Successivamente venne creata la ferrovia nella zona di Chieti Scalo, inaugurando uno sdoppiamento della città alta con quella bassa, collegata attraverso il trenino della filovia, con stazione nella città alta in piazza Vittorio Emanuele; ragion per cui nel 1894 fu abbattuto l'ostacolo della Porta Zunica o Tre Archi.

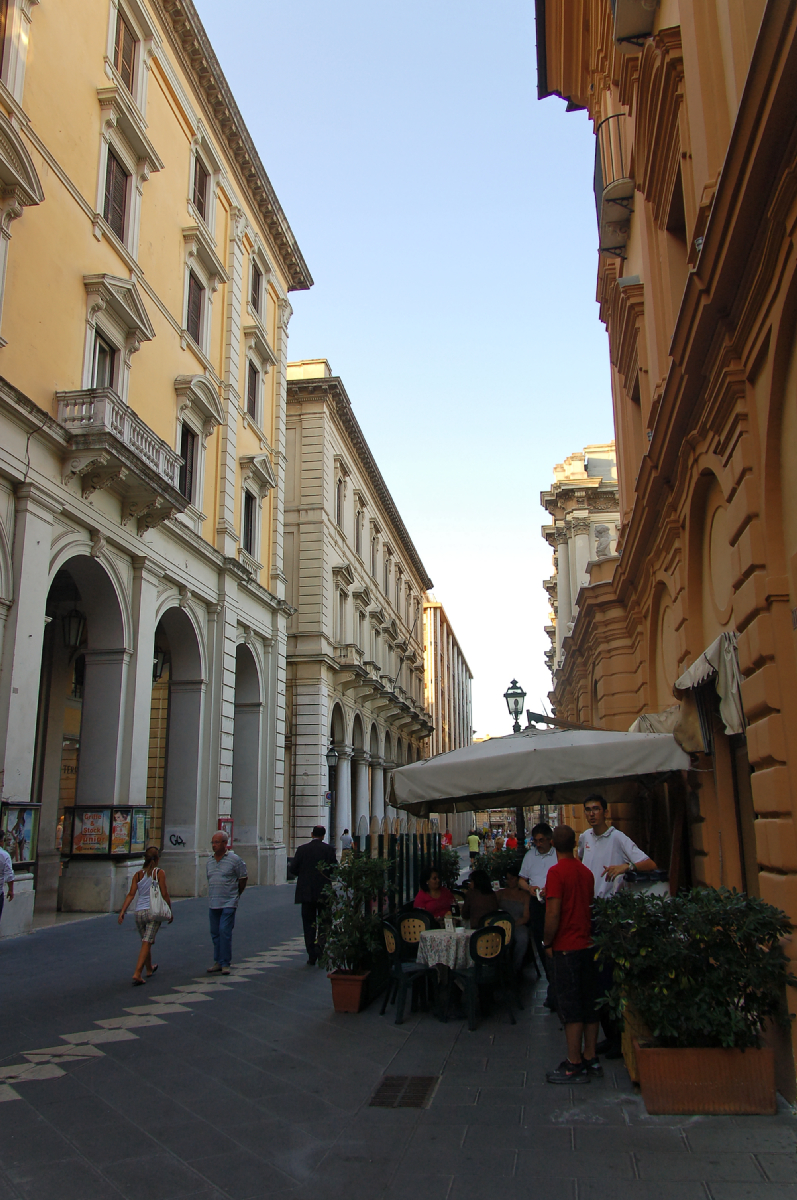
Corso Marrucino con gli edifici in stile umbertino

### Occupazione dei conventi e disegno del nuovo Corso Marrucino
Per quanto riguarda il riutilizzo dei convento soppressi, già dal 17900-1806 con l'occupazione francese, un disegno del XVIII secolo mostrava Chieti come una città prettamente clericale, ripiena di monasteri collegati alle mura e agli orti. L'allontanamento del clero e la militarizzazione dei convento degli Agostiniani, dei Celestini (poi dei Carmelitani), dei Francescani, dei Domenicani, dei Cappuccini, degli Zoccolanti, dei Paolotti, dei Gesuiti, delle Clarisse e degli Scolopi, verrà confrontandosi con un'altra delle contraddizioni ottocentesche circa la nuova urbanizzazione: quella dell'atteggiamento ambiguo del clero e la lotta tra le fazioni conservatrici e liberali. 
Ambigue furono le posizioni dell'arcivescovo Saverio Bassi con l'occupazione militare del convento dei Gesuiti, decidendosi a sconsacrate la chiesa di Sant'Ignazio per la costruzione nel 1818 dell'attuale teatro Marrucino. Le successive amministrazioni permisero l'occupazione dei principali conventi cittadini; l'attività edilizia concessa al clero, che nel frattempo aveva ceduto l'episcopio dei Valignani sulla piazza della Cattedrale, si limitò a interventi marginali, come gli adattamenti della chiesa della Trinità nel 1843-46 dopo l'abbattimento di Porta Sant'Andrea (un torrione fu inglobato nella chiesa come cappella); all'ingresso del corso era stato abbattuto anche il Portello San Nicola. Successivamente prese vita il progetto di riadattamento, dopo l'Unità, del corso Ferdinando Galiani. Se l'abbattimento delle mura fu visto come bisogno di aprire la città verso l'esterno, la rettifica del nuovo corso cittadino divenne sinonimo di apertura spinta al cuore della città stessa, e verificava di fatto la capacità del nuovo ordine di incidere in maniera drastica sugli usi strutturali del passato. 
Il nuovo potere del secondo Ottocento rappresenta sé stesso nei nuovi edifici pubblici, ma ancor più riprendere l'opera avviata dai murattiani completando lo smantellamento dei simboli della città antica. le porte urbiche (nel 1853 fu demolita Porta San Nicola tra i palazzi Tabassi e dell'attuale Istituto di Credito), la spianata del quartiere Civitella nel piazzale dei Celestini, con la demolizione di numerose casette popolari, la costruzione nel 1875 della casa di educandato di San Camillo de Lellis sul corso, la distruzione di alcune torri medievali sopravvissute. Il progetto prevedeva la ricostruzione (non avvenuta) in stile monumentale di Porta Sant'Andrea come ingresso principale al nuovo corso dalla villa. Un tracciato spezzettato, eredità della più remota ricomposizione medievale sui resti dell città romana, dopo la prima metà dell'800, venne sottoposto a una rettifica integrale che ebbe lo scopo di spezzare l'ordine vecchio. Ossia l'accanimento distruttivo verso la chiesa di San Domenico Vecchio sul corso, la cui polemica iniziò nel 1863, concludendosi con la definitiva distruzione del convento, rappresentante della ragion di stato, completando un assestamento ormai definitivo e irreversibile del corso. Il convento fu modificato per gli uffici della Prefettura, abbracciando l'area del corso e di piazza Umberto I, per la chiesa si aspettò invece il 1913-14, quando vi verrà eretto sopra il palazzo della Provincia, e il titolo passerà alla chiesa degli Scolopi, poco distante
Il collegamento all'altezza di largo Mercatello (piazza Malta), il ridisegno della facciata del palazzo vescovile su Largo del Poazzo voluto da Ruffo Scilla, la ristrutturazione del teatro Marrucino e dei resti dell'ex palazzo Francese e chiesa di San Giovanni dei Cavalieri (tra il corso e strada Germanese) del Capozzi dopo il 1876, la sistemazione della scalea dello Scaraviglia, sono tutti altri dettagli del progetto di riqualificazione urbanistica.

## Problema igienico nel dopo Unità
Nell'Ottocento uno dei principali problemi di Chieti fu l'igiene a causa della mancanza di condutture fognarie e di scarico. Il dottor Pellicciotti che pubblicò un'inchiesta, si adoperò per risolvere il problema. Nel 1867 ci furono alcune migliorie con l'istituzione di un corpo di netturbini comunali, ma la questione igiene si andava estendendo in ben altri campi, sino allo stesso problema delle sepolture, che ancora si effettuavano all'interno delle chiese, mancando un cimitero comunale. Nel 1888 si progettò il cimitero nuovo presso il borghetto Sant'Anna. Altro problema era l'abitazione, poiché il centro storico risultava saturo, benché contasse soltanto circa 22.000 abitanti, molti dei quali costretti a vivere in piani sotterranei, composti di una sola stanza. Intorno al 1880 l'ingegner Mammarella si adoperò per edificare nuovi quartieri popolari, ispirandosi al modello di abitazione all'inglese; e fu così che nacquero i primi sobborghi a ridosso delle mura, come il Borgo Marfisi (presso la circonvallazione Generale Pianell), il borgo Madonna degli Angeli (presso l'attuale piazza Monsignor Venturi), il borgo Sant'Anna e quello di Santa Maria Calvona (incrocio di viale Maiella con via per Popoli).
In una relazione del 1895 il deputato Della Valle denunciò il ripiegamento della città su sé stessa al livello urbano, sociale ed economico, dopo il fatto che Chieti era stata tagliata fuori dalla principale ferrovia che aveva la stazione a Chieti Scalo, proseguendo verso Pescara, che ne risultava più favorita. Il consiglio provinciale gestito dai principali membri Giuseppe Nicola Durini, gli Zambra, i Mezzanotte, non avevano saputo dare sufficienti risposte, malgrado delle proposte di istituzionalizzazione nella città di alcune specifiche scuole, di cui si ricorda la creazione del Regio Istituto Tecnico per Geometri (1865) e la villa comunale, nel territorio di proprietà del Barone Frigerj. Nel 1872 Camillo Mezzanotte fece in modo di espropriare dei terreni agli Zambra per realizzare la stazione ferroviaria a Manoppello Scalo, dopo quella di Chieti Scalo, venendo da Pescara in direzione per Roma. I progetti per la costituzione di un cordone viario ferroviario risalivano al 1853 per mano di Panfilo De Riseis, che pensava di creare a Chieti una stazione ferroviaria in grado di collegare collina e mare, come nei casi di Lanciano-San Vito, Atri-Cerrano-Fosso Galvano (Pineto).

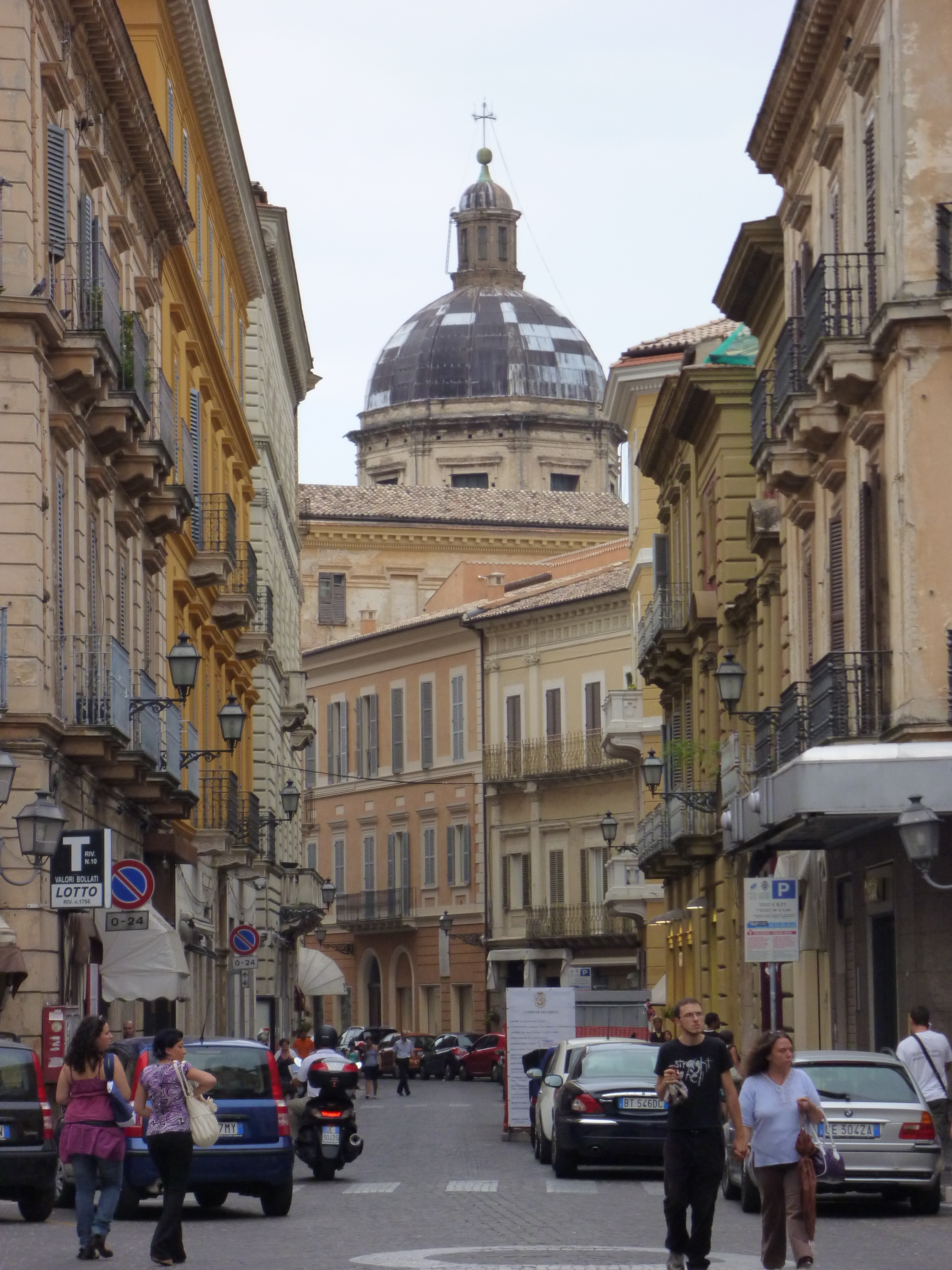
Corso Marrucino, ex via Ulpia, prolungamento da Largo del Pozzo

### Aspetti della città nell'Ottocento: le mura e le ville
Alla fine del secolo le modifiche, oltre al terzo Piano Pomilio di risanamento urbano, si vedono con l'ascesa delle famiglie alto-borghesi dei Frigerj-Nolli e dei Mezzanotte-Mazzella. Il barone Frigerj aveva fatto realizzare nel 1830 la villa gentilizia presso il Piano Sant'Andrea dove si trovava il convento adibito a caserma Bucciante con ospedale militare, i Nolli si erano stabiliti più a nord-ovest, presso la villa dove oggi si trova il Seminario pontificio regionale, e via San Rocco (chiesetta abbattuta per realizzare la torre dell'acquedotto su via Vernia), piazzale della chiesa di Santa Maria della Civitella, riutilizzato come Piazza d'Armi e poi campo da calcio. Il Casino Mazzella costituiva uno degli elementi di urbanizzazione ad estremo nord-est, nel quartiere Gaetani-D'Aragona (oggi rione Sacro Cuore), poco distante dalla villa Obletter, presso la chiesa di Santa Maria de Cryptis. Mentre gli interventi Frigerj-Nolli interessavano i tratti che già dal 1806 erano previsti in un piano di riqualificazione, ossia la villa fuori Porta Sant'Andrea, il piano dei Mezzanotte-Mazzella si concentrava sull'urbanizzazione delle campagne e delle parti rimaste vergini all'interno delle mura, come nel quartiere Trivigliano-Santa Maria, dove venne edificato il cosiddetto "grattacielo".
Sempre nella seconda metà dell'Ottocento prese avvio la costruzione di piccole industrie, come il liquorificio Barattucci (1840) a Porta Pescara, e dal 1864 la Società teatina del Gas, privatizzata nel 1882, mentre a nord-ovest, a ridosso del colle della Misericordia, nei dintorni di via Colonnetta, prendevano avvio le fabbriche di mattoni e laterizio, le "fornaci". di via Colonnetta. Nel 1879 Filandro Quarantotti progettò la costruzione di un altro istituto tecnico come "Scuola d'Arte applicata all'Industria" (oggi istituto tecnico "Luigi di savoia"), mentre nel 1881 prendeva avvio l'istituto professionale femminile.
Se dunque da una parte c'era l'interesse economico ed espansionistico di Camillo Mezzanotte, dall'altra c'era la contraddizione delle caserme militari, che dal 1809 erano state costituite all'interno dei conventi soppressi. La storia militare di Chieti iniziava intorno al 1513, quando il re Carlo V dette avvio al definitivo processo di fortificazione del fiume Pescara e della valle costruendo la fortezza spagnola attorno a Pescara, baluardo comunicante con le altre fortezze di Rocca Capo d'Atri e di Civitella del Tronto. Andando più avanti alla metà dell'Ottocento, l'apparato murario del XV-XVI secolo era andato dissolvendosi, poiché il ruolo delle mura era decaduto da sistema difensivo contro attacchi a quello di contenimento sanitario e di pagamento doganale per l'ingresso delle merci alla città. Per questo erano scomparsi ingressi come Porta Santa Caterina (o da un solo occhio lungo via Asinio Herio), Porta Reale al teatro romano, la Porta Sant'Andrea (di cui si era progettata una ricostruzione in forme monumentali mai realizzata, e dunque il torrione venne inglobato nella chiesa della Trinità come cappella del Sacramento) e la Porta di Santa Maria, presso la chiesa di Sant'Agostino e la caserma Pierantoni.
Altre problematiche riguardavano il rifornimento idrico della città, messe allo scoperto già nel 1846 da Giovanni Mazzella, che tentò di risolvere la cosa con pozzi artesiani, mentre nel 1864 si pensò di captare l'acqua direttamente dalla Maiella con un acquedotto. A queste incognite si pensò di dare risposta con l'allargamento della città oltre le mura, che vennero definitivamente demolite o inglobate nelle case; caso contraddittorio comunque, dato che l'area lasciata all'aperto dalla demolizione, negli anni '60 venne rioccupata da palazzoni vari popolari. Nel 1849 il generale Landi occupò Piazza Grande (oggi di San Giustino), istituendovi un presidio militare, che andrà poi a costituire il Palazzo di Giustizia negli anni '20 del Novecento. La militarizzazione dapprima francese (1809-1815) e poi dal 1860 con Giuseppe Salvatore Pianell, come detto comportò l'occupazione dei principali conventi soppressi, la Civitella con l'anfiteatro e l'ex convento del Carmine divenne polveriera (1872), nel 1885 con il piano Pomilio venne demolito il bastione del convento dei Cappuccini a Porta Sant'Anna, che era rivolto verso l'erigenda piazza Garibaldi da via Arniense, privilegiando il piano Gaetani-D'Aragona, che aveva soltanto poche case, all'epoca, di proprietà dei Cavallo, Obletter, Mazzella; infatti proprio qui verrà edificato il nuovo cimitero civile presso la chiesetta di Sant'Anna.

## Altri cambiamenti urbani nell'Unità d'Italia
L'area del Trivigliano tra Porta Pescara e Fonte Vecchia rimase in mano ai militari, con l'istituzione della caserma Pierantoni presso il convento di Santa Maria, in modo da controllare i traffici provenienti dal porto di Pescara. Tuttavia proprio questo collegamento con Pescara nella prima metà dell'Ottocento aveva fatto percepire possibili spiragli di un futuro economico più prolifico. Intanto nel 1847 Ferdinando II delle Due Sicilie proponeva di dislocare la colonna mobile d'artiglieria dall'Aquila a Chieti, per acquartierarla proprio nell'ex convento dei Cappuccini a Porta Sant'Anna; ma alla fine si scelse per il terreno più vasto e aperto dell'ex monastero di Sant'Andrea degli Zoccolanti, che divenne la caserma Bucciante con annesso ospedale militare.
Le ragioni militari sembrarono insomma, sino almeno agli anni Settanta dell'Ottocento, prevalere sui quelle comunali, dato che sulla neonata Piazza Garibaldi fuori Porta Sant'Anna, venne eretta anche la Caserma "Vittorio Emanuele II" (oggi dedicata a F. Spinucci), e bisognerà attendere nel 1885 il piano Pomilio, essendo decaduto il piano Vigezzi-Spatocco. La militarizzazione dei conventi all'interno delle mura riguardò i monasteri del Carmine (presso la Civitella - chiesa di Santa Maria in Civitellis), degli Zoccolanti (Sant'Andrea), dei Cappuccini (San Giovanni Battista), dei Domenicani (chiesa di San Domenico, definitivamente sostituita nel 1913-14 dal Palazzo della Prefettura dal Palazzo Provinciale lungo il corso Marrucino), dei Paolotti (chiesa di San Francesco di Paola con il convento adibito a carcere), dei Gesuiti (chiesa di Sant'Ignazio trasformata nel 1818 nel teatro "San Ferdinando" poi Marrucino, e l'ex Collegio adibito a struttura civile, il Palazzo Martinetti-Bianchi), delle Clarisse (chiesa di Santa Chiara su via Arniense, con l'ex convento oggi comando dei Carabinieri) e degli Scolopi (chiesa di San Domenico Nuovo al corso Marrucino, con accanto il convitto regio "Giovan Battista Vico").

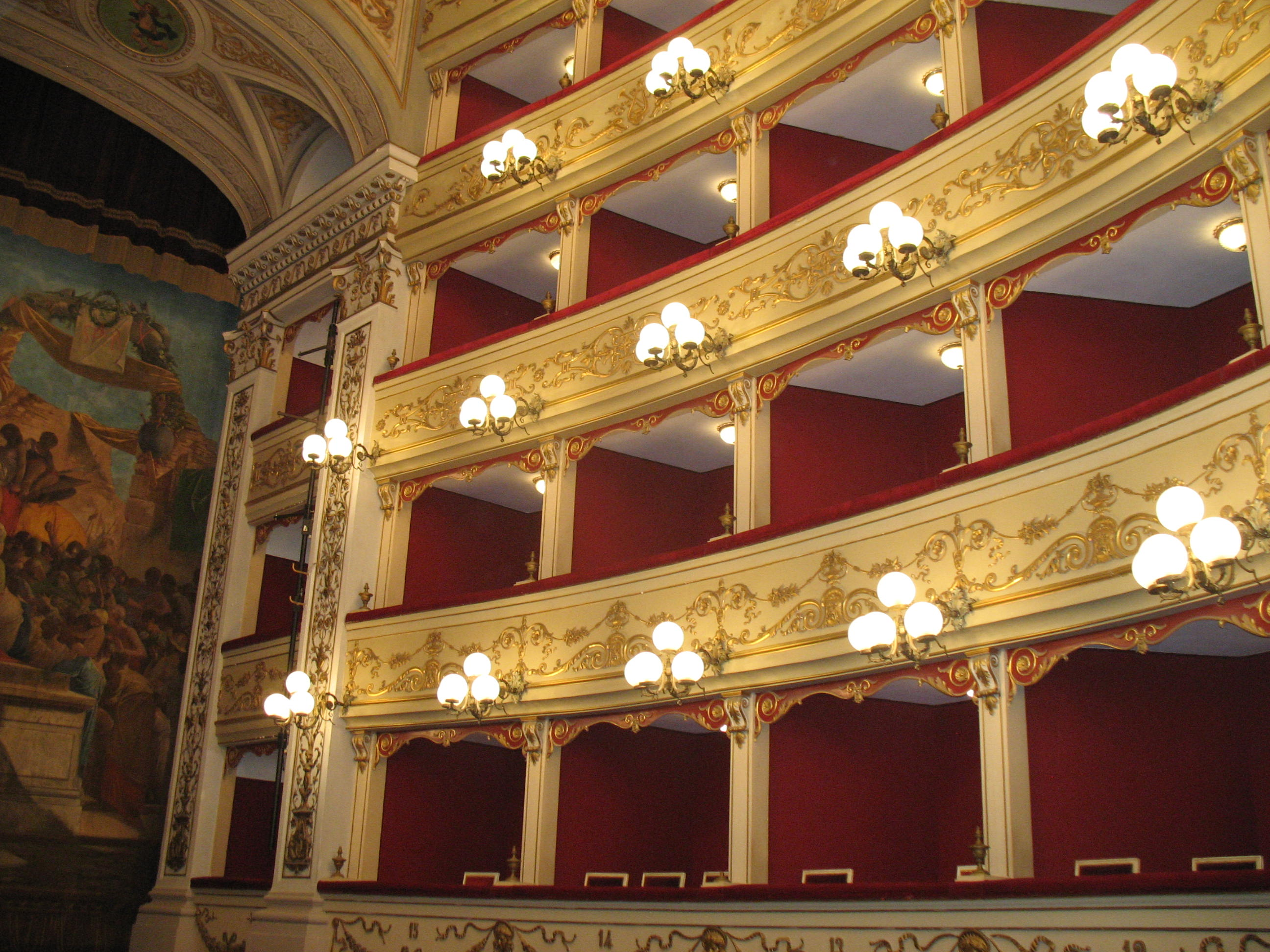
Interno del Teatro Marrucino

Il capitolo riguardo alla soppressione dei conventi fu chiuso nel 1868 dal vescovo Saverio Bassi, dopo un malaugurato incidente avvenuto nell'ex convento dei Cappuccini, che rischiò di scatenare una repressione antiliberale da parte dei piemontesi. Lo stesso vescovo assunse posizioni contrastanti nell'ambito clericale teatino, poiché nel 1813 aveva acconsentito a sconsacrare definitivamente la chiesa di Sant'Ignazio per i lavori di realizzazione del teatro pubblico. Il vescovo seguente Giosuè Maria Saggese si adoperò per l'ampliamento del seminario diocesano su Corso Marrucino e via Arniense e per modificare la Cattedrale, essendo cessate le attività edilizie dei principali monasteri. Lo storico Palazzo Valignani di proprietà diocesana affacciato su Piazza Vittorio Emanuele (ossia San Giustino) venne riutilizzato come sede municipale, mentre nel 1843-46 veniva riadattata la torretta della Porta Sant'Andrea, venendo inglobata nella chiesa della Trinità, mancando il progetto di ricostruzione in forme neoclassiche e monumentali. Nel 1853 venne demolito anche il portello di San Nicola, che si trovava all'ingresso del corso Galiani (oggi Marrucino) venendo da Piazza della Trinità, collegato al Palazzo Tabassi e alle varie casupole che si erano andate a realizzarsi sull'area della fiera dell'anfiteatro (area comunemente detta Fiera Dentro per distinguerlo da Fiera Fuori dell'anfiteatro sulla Civitella).

### L'avvio della città verso la moderna borghesia
In questi anni venne adeguato anche il corso Ferdinando Galiani, che seguiva l'antico tracciato Marrucino romano, ma era spezzettato in più punti dalla disorganicità delle case (oggi quasi del tutto sparite per la costruzione negli anni '20-'30 dei palazzi in stile eclettico), e nell'area del Piazzale Giovan Battista Vico, che era troncato dal campanile degli Scolopi della chiesa di Sant'Anna. Nel 1863 si propose la demolizione della chiesa di San Domenico vecchio del XIII secolo, antica gloria dei Padri Domenicani, per lasciar maggiore spazio al corso Galiani, che nell'attuale Piazzetta Martiri della Libertà (dove si affacciano l'ex CariChieti e l'ingresso del Palazzo de' Mayo), si restringeva notevolmente, impedendo quasi il passaggio delle carrozze. Il progetto di demolizione però venne avviato solo nel 1913-14 dopo un lungo contenzioso con i padri. Il sacrificio della chiesa di San Domenico ha dimostrato il primo atto della riqualificazione totale del corso Marrucino per la ragion di stato di ammodernamento della città, come segno di rifiuto e di distacco dall'antico e disorganico impianto rinascimentale-barocco. Il collegamento all'altezza di Largo Mercatello, il ridisegno della facciata del palazzo arcivescovile su Largo del Pozzo, il rifacimento totale del vecchio Palazzo Valignani, semicrollato nel 1913 per cedimento delle colonne della cisterna romana sottostante, per lasciar posto alla Banca d'Italia, la demolizione della chiesa di San Giovanni Gerosolimitano nel 1876, la sistemazione della scala monumentale davanti a San Francesco d'Assisi, sono solo dettagli di questa vasta operazione urbanistica.

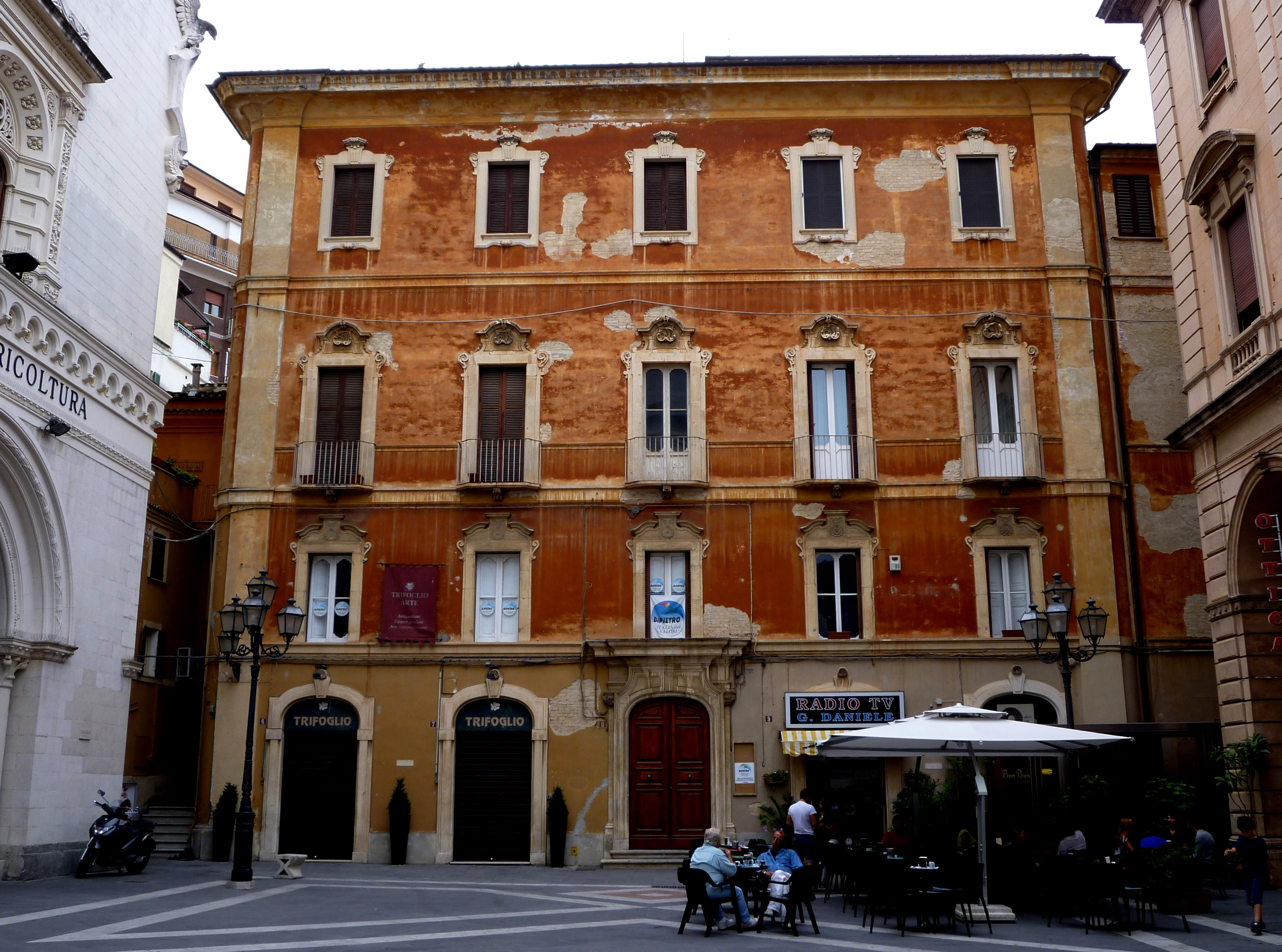
Palazzo Fasoli, unico elemento superstite del rifacimento di Piazza Giambattista Vico

In questo secolo scomparvero, oltre alla chiesa dei Cavalieri di Malta, anche le piccole chiesette di Sant'Antonino a Porta Sant'Anna (1822) e di Sant'Eligio (1860), che si trovava all'incorcio della strada omonimo con via Addolorata. 
In questi anni nella periferia si andò realizzando l'espressione della nobile o altoborghese villa rustica, il cui archetipo è il Palazzo baronale di Federico Valignani a Torrevecchia Teatina della metà del XVIII secolo. Le più rappresentative sono Villa Obletter nella contrada Villareia e Villa Mezzanotte a Santa Filomena; dall'altra parte con l'arrivo del turismo balneare sempre d'alta classe, i signori della città andarono a realizzare le loro case presso Francavilla al Mare, che attirò anche progettisti di rilievo quali Antonino Liberi, che nel 1888 realizzò il Kursaal "Sirena", andato distrutto poi nel 1943-44. L'interesse dei teatini verso il mare francavillese, e le loro provinciali costumanze furono descritte da Giuseppe Mezzanotte nell'opera La tragedia di Senarica.

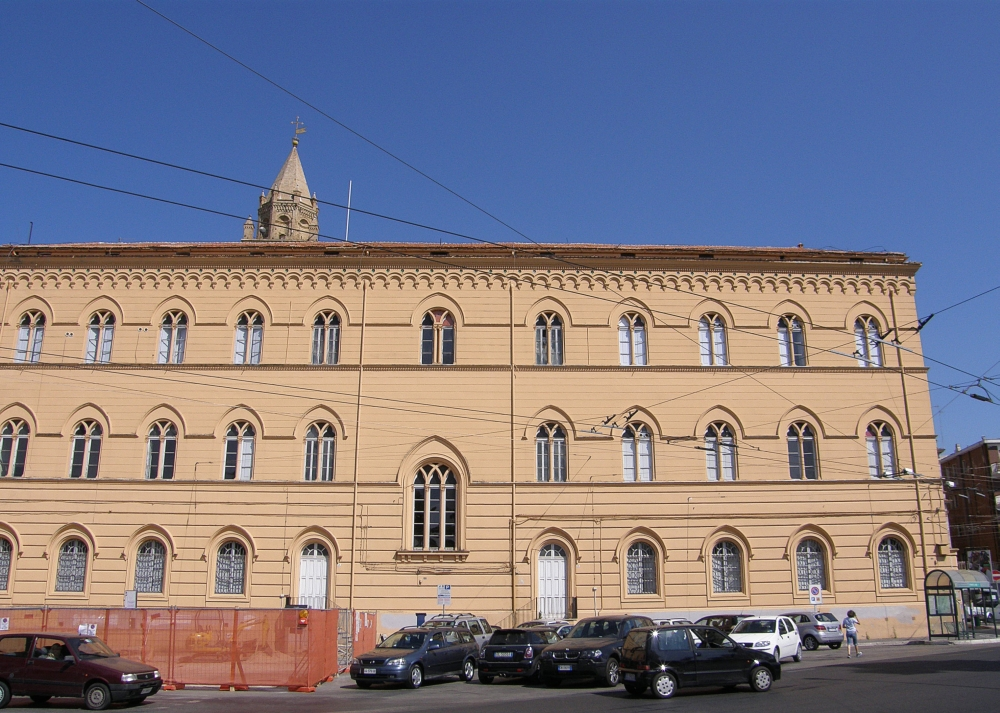
Palazzo di Giustizia in stile neogotico (anni '20), in Largo Cavallerizza

Nel XIX si provvedette come detto all'accomodamento del corso Galiani, che tra il palazzo arcivescovile e il palazzo dell'Università dei Valignani (ora Banca d'Italia) in Largo del Pozzo si biforcava verso via degli Orefici (via Pollione) e via dello Zingaro (via C. de Lollis) verso la zona della Terranova, dopo il Piano Sant'Angelo (piazza Matteotti), impedendo un collegamento diretto con Porta Pescara, che si trovava al termine di via Toppi, dopo l'incrocio del corso Galiani a nord con via Arniense, all'altezza del seminario diocesano (su piazza Esedra). Con il piano del 1875 molti palazzi vennero "tagliati" o arretrati, per stabilire il contatto con Largo Mercatello (Piazza Malta) e la via Ulpia (corso Marrucino nordo all'altezza di San Francesco d'Assisi) che proseguiva in direzione di Porta Pescara da via Toppi.
In questa maniera quest'unico asse viario del corso Galiani metteva in collegamento Porta Sant'Andrea a sud, con Porta Pescara e Santa Maria a nord, e all'intersezione con la seconda grande strada Arniense che a nord-est collegava il centro a Porta Sant'Anna, mentre ad ovest terminava in Porta Bocciaia (sbocco di via Arniense su Largo Cavallerizza).

## Il progetto del corso Galiani

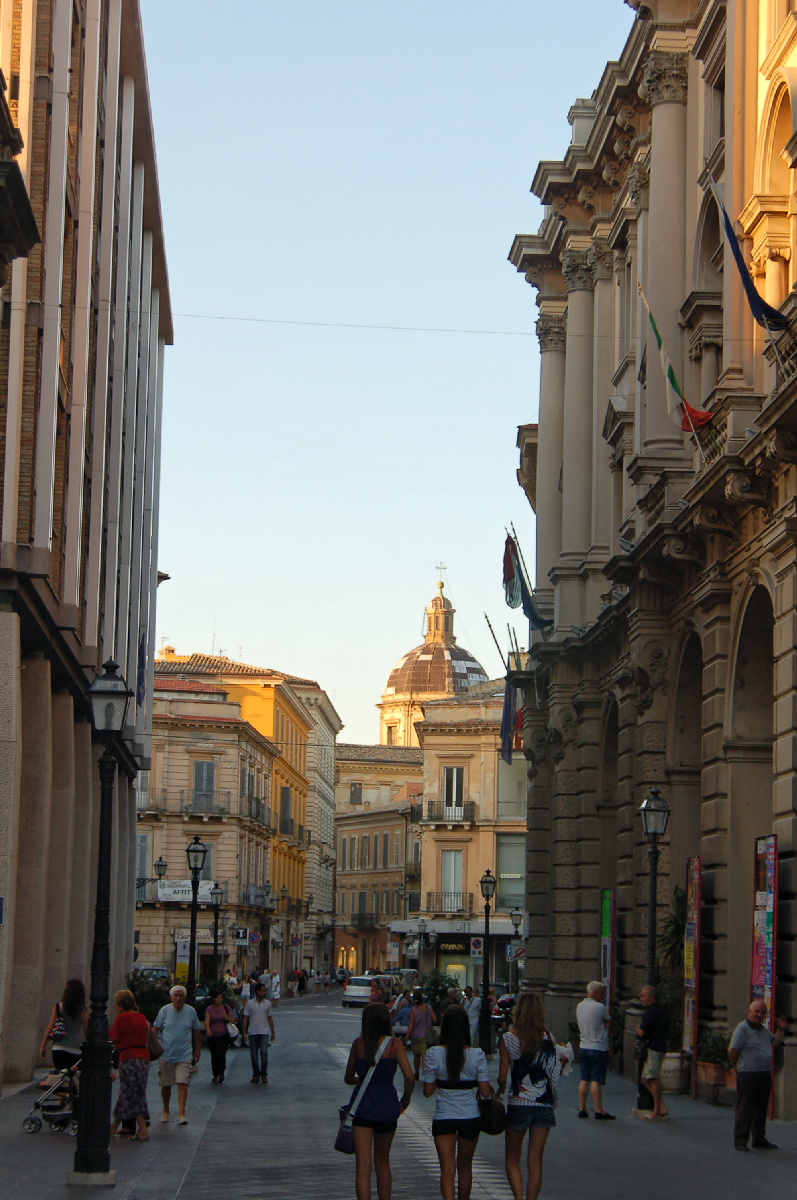
Corso Marrucino all'altezza della Provincia, in vista Piazza Valignani (Largo del Pozzo) e il proseguimento a nord

Nel 1877-88, venne realizzato anche un acquedotto che riuscisse a captare l'acqua dalla Maiella, portando benefici allo sviluppo urbano e sanitario. Infine verso il termine del secolo, iniziò il grande piano urbanistico del rifacimento del Corso Galiani, dedicato all'illuminista teatino Ferdinando Galiani. Il problema del corso di Chieti, spezzettato in più parti da case non allineate, da resti di mura che ne ostruivano il passaggio come porte (Porta San Nicola) e torri campanarie (la torre degli Scolopi su piazzale Vico) e chiese (infatti sarà demolita quella di San Domenico che restringeva notevolmente il passaggio alla metà del percorso), si presentò già dal 1863, con un primo progetto di riqualificazione. Sventrare l'abitato antico per ricostruirlo secondo i canoni moderni, significò per le amministrazioni di Chieti entrare nel nuovo mondo borghese, uscendo definitivamente da quello di vassallaggio dell'era dei Valignani (XVI-XVIII sec), composto da grandi palazzi signorili e da case ammucchiate di uno o due piani. Aggiunto il rango appena acquisito di capoluogo di provincia della regione del nuovo Regno, questi fattori dettero decisiva spinta alla politica perché si procedesse celermente con il rifacimento del principale asse viario della città, contando anche il nuovo valore commerciale che avrebbero avuto questi nuovi palazzi costruiti, con le botteghe moderne al piano terra.
Il corso Galiani partiva dalla parte a sud della Civitella dal Piazzale della Trinità (oggi Piazza Trento e Trieste), e si estendeva lungo la dorsale collinare a nord, lambendo la parte cristiana medievale, sul colle della Cattedrale di San Giustino. Lo spazio intermedio dal XIII secolo in poi venne riempito di edifici pubblici e privati, compresi quelli del Largo del Pozzo (palazzo arcivescovile e Palazzo dell'Università), fino alla biforcazione di via dello Zingaro, via degli Orefici (via Pollione), e alla continuazione in discesa di via Ulpia (il corso Marrucino nord, presso San Francesco d'Assisi). Nel 1863 fu approvato il primo progetto, con tagliamento delle facciate dei palazzi più aggettanti sulla strada, la demolizione di quelli che si affacciavano su Largo Mercatello, la distruzione delle casette presso la Piazza Grande (oggi Piazza San Giustino, all'epoca piazza Vittorio Emanuele) che insistevano su Porta Zunica o Tre Archi, San Giustino e il palazzo comunale; poi lo sbancamento del rilievo che di fronte alla chiesa di San Francesco permette il collegamento di questa alla piazza Grande (via Chiarini, in precedenza via del Popolo). Si rimediava così al difficile approdo alla Piazza Grande mediante le due uniche strade esistenti: via degli Orefici, da percorrere da Largo del Pozzo, lungo via del Popolo e lungo la discesa che consente di lasciare il rilievo dinanzi a San Francesco, conducendo al quadrivio della piazzetta; e la via dello Zingaro (oggi via De Lollis), che con un percorso tortuoso, sbocca a Piano Sant'Angelo (oggi Piazza Matteotti), alla fine di via Arniense; o anche da strada Germanese lungo la via Ulpia.

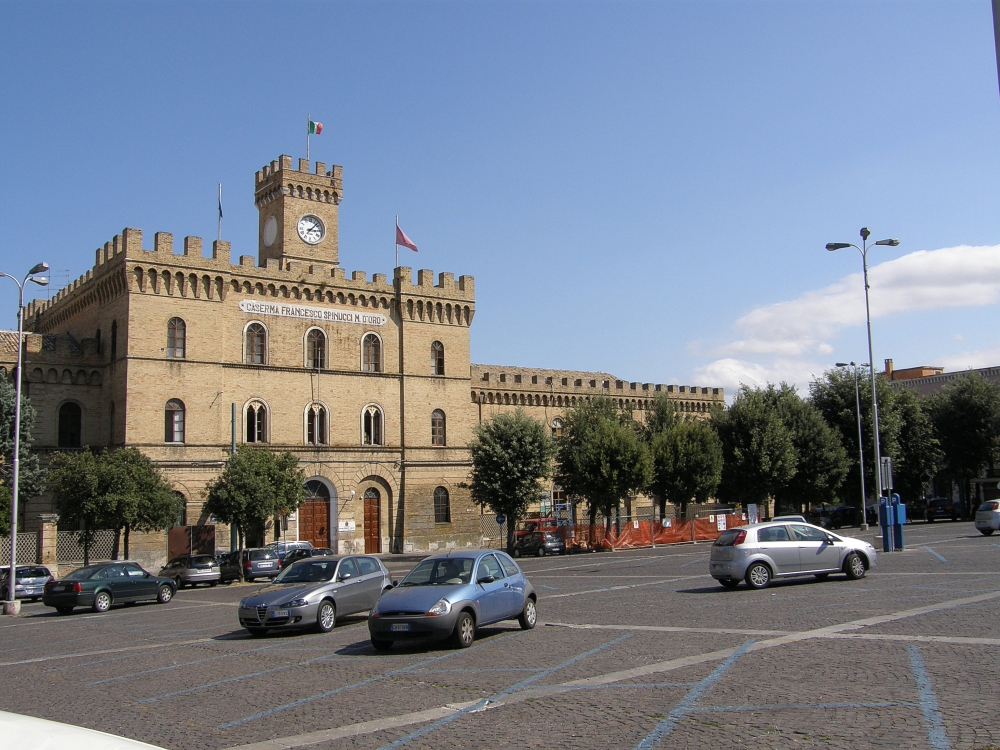
Piazza Garibaldi con la caserma Spinucci

## Il risanamento urbano di Chieti

### Il primo progetto di risanamento
Il progetto passò al Genio Civile, che però espresse dei dubbi sullo sventramento del corso, anche se poi si raggiunse l'accordo di larghezza della strada di 8 metri, proponendo anche l'abbattimento della chiesa di San Domenico, poiché l'ex convento da tempo era divenuta la sede della Prefettura, in modo da realizzare sopra l'edificio il nuovo Palazzo ProvincialeA causa dei vari dibattiti sul da farsi, passarono 10 anni, con altre tre progetti depositati al Comune nel 1873 da parte dell'architetto De Fabritiis e degli ingegneri Pozzi e Vigezzi, che adottarono più o meno lo stesso progetto abbozzato del 1863, con la differenza di far partire il corso dalla Civitella (piazza Trinità), demolendo la stessa chiesa della Trinità, per farlo proseguire sino a Largo del Pozzo, proseguendo sino al Mercatello. Se il progetto De Fabritiis cercava di conservare il più possibile gli edifici lungo il corso, quello dell'ingegner Daretti nel 1871 era più distruttivo, con l'intendo di far partire la strada dalla Civitella con distruzione della chiesa della Trinità, facendo continuare la strada per via dello Zingaro dal Pozzo, arrivando al Mercatello, per poi farlo riunire in via Arniense sino al Piano Sant'Angelo, per una lunghezza di 423 mt. e larghezza di 12 mt.

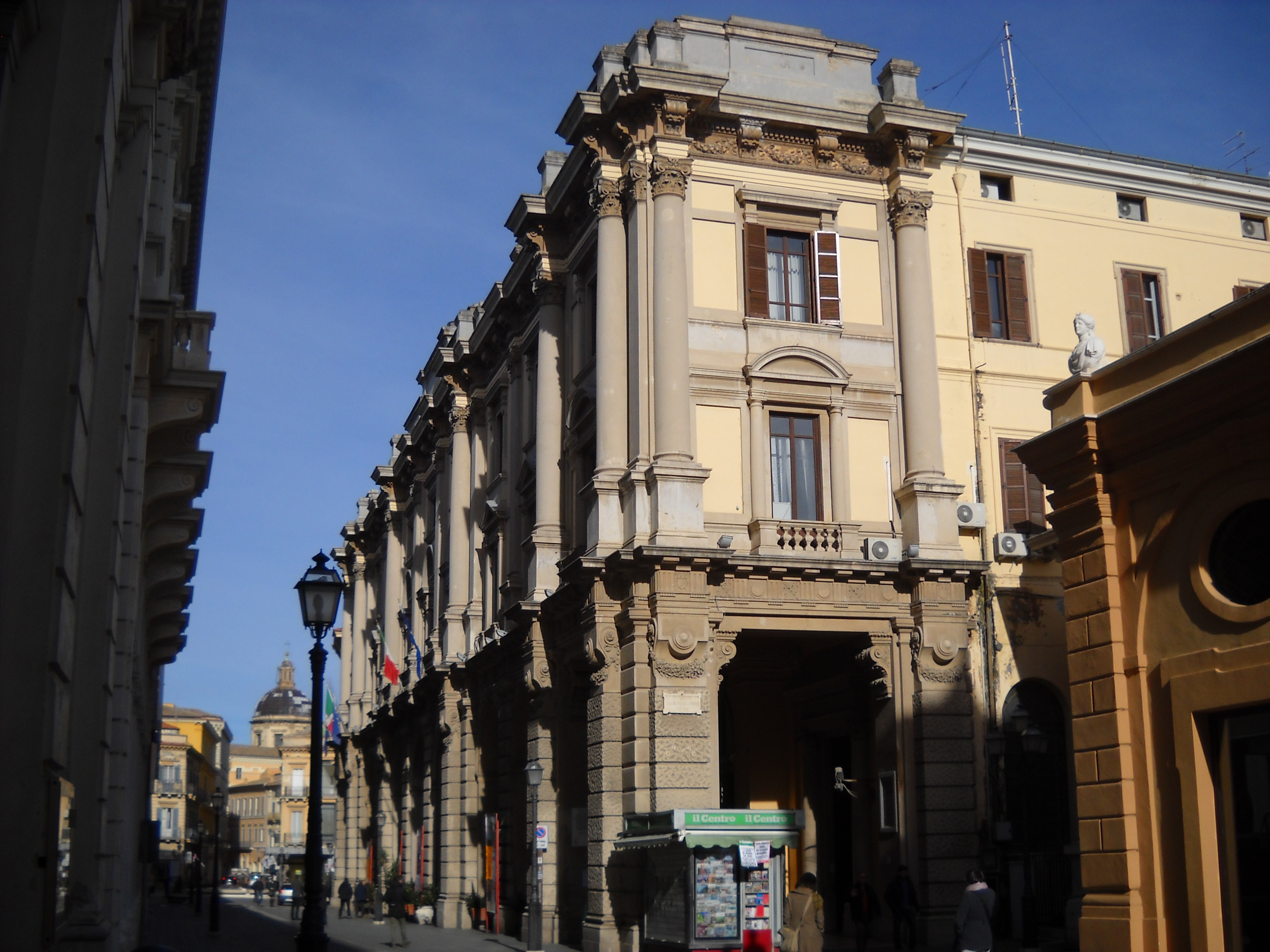
Palazzo della Provincia

### Il secondo progetto Antonucci
Trattandosi di un progetto troppo dispendioso, si optò per il terzo dell'ingegner Antonucci del 1872, che si interessava soprattutto della questione igienica, realizzando il corso a tratti, per il risanamento dei piccoli sobborghi di casupole, di cui si ricordano i quartieri San Paolo e San Nicola, tra a Largo Taddei (oggi viale Spaventa), piazza Marco Vezio Marcello (piazza Tempietti), via Romanelli, vico San Nicola, via Vezio Marcello, via Priscilla (che verranno quasi sventrati del tutto nel 1927-36). Questo progetto prevedeva di realizzare il corso, sempre partendo dalla Civitella, scendendo via Ravizza, immettendosi in via San Paolo, dove si trovano i Tempietti, immettendosi poi nel rione San Gaetano lungo via M. Vezio Marcello e riuscendo nel Pozzo, proseguendo in via dello Zingaro sino a Piano Sant'Angelo. Da qui sarebbe proseguito lungo via Sant'Eligio (nel rione Terranova), poi in via Paradiso, sboccando alla Torre Spatocco (o dei Toppi) nel rione Santa Maria, cercando dunque di coinvolgere, attraverso un percorso abbastanza tortuoso e non diritto, le varie realtà della città.
Tuttavia, dopo un primo momento di enfasi, il Comune giudicò eccessivamente dispendioso anche questo progetto, e tornò a valutare il De Fabritiis, con delle modifiche aggiuntive, che avrebbero previsto la monumentalizzazione della nuova strada con palazzi signorili e di rappresentanza, come appunto la Provincia, l'Ufficio di Finzanza, la Camera di Commercio, il Palazzo comunale, da alternarsi alle chiese degli Scolopi, il Convitto Regio, la chiesa della Trinità, l'Arcivescovado e il seminario diocesano. Questo fu il definitivo Piano Pomilio.

### Il terzo piano Pomilio
Benché approvato dal Comune, i lavori verranno ritardati sino ai primi anni del Novecento, e procederanno a tratti. Nel 1886 gli ingegneri Mammarella e Montalbetti progettarono la sistemazione del Largo del Pozzo e all'apertura alla via Ulpia, che sarà il prolungamento del corso Galiani, noto nel 1896 come Nuovo Corso Marrucino. Gli ingegneri dovettero demolite la casa Francese e quella Serra-Valignani rivolte su Largo del Poazzo, per permettere il collegamento diretto; se da un lato i palazzi creati e "tagliati" nelle facciate corrispondevano alle facciata del teatro Marrucino e dell'Arcivescovado, per creare una sorta di comunicazione tra gli edifici di rappresentanza di Chieti, alla stessa maniera dei Quattro Canti di Palermo o di Piazza Amore di Napoli, il corso nord della via Ulpia risultava assi "storto" e irregolare nel collegamento di linea con il Galiani, rivolto con forte pendenza a sinistra, per lasciare intatta la chiesa di San Francesco: il primo tratto scorre dal Pozzo alla casa De Lellis, penetrando nelle case Francese, Paini e Serra-Valignani per una lunghezza di 84 mt, comunicando con Vico storto San Ferdinando e vico Paini, legato al palazzo di Federico Valignani con torre quattrocentesca, che avrebbero dovuto essere allargati secondo i piani per permettere dei collegamenti ad ovest con via Pollione e via dello Zingaro; il secondo tratto dopo una linea di raccordo di 22 metri prospiciente la casa De Lellis, scorre per 96 mt sulla via esistente del Mercatello sino alla piazzetta, incontrando il Palazzo comunale (lato retrostante), il seminario diocesano sulla sinistra, le case Valli, Bassi-De Horatiis, la chiesa di San Francesco d'Assisi l'Intendenza di Finanza a destra ospitata nell'ex convento.

### Proseguimento del piano di risanamento
La realizzazione dell'opera del corso Nuovo Marrucino iniziò definitivamente nel 1893, durò 7 anni, partendo dalla sistemazione della Piazza Grande (piazza Vittorio Emanuele), con lo sfratto delle famiglie che abitavano nelle casupole, che sarebbero state demolite per la costruzione di palazzo Mezzanotte e palazzo di Giustizia, e la ripavimentazione e ricostruzione di nuovi edifici monumentali. Sanificata anche la via del Popolo (via Chiarini), venne sterrato il rilievo davanti alla facciata di San Francesco d'Assisi, portando l'abbassamento del livello stradale a 7 metri (in cui vennero ritrovati anche reperti archeologici), mentre si sistemavano anche largo del Pozzo e il tratto iniziale di via Ulpia, salutata come una vera opera di risanamento della città. 
Montalbetti, visto il portone della facciata di San Francesco "sospeso" per aria dopo lo sbancamento del rilievo, pensò di compensare il problema con la realizzazione di una scala monumentale a doppia rampa, ancora oggi esistente e caratterizzante questo prospetto, mentre l'ingegner Mammarella realizzò degli scavi di 7 metri per ridurre gradualmente la pendenza di via del Popolo che collegava la via Ulpia sino a Piazza Vittorio EmanueleNel 1888 vennero progettati dei portici da realizzare in Piazza del Pozzo, non completati, nel 1894 si pensò anche alla realizzazione di una galleria commerciale su ispirazione delle città maggiori d'Italia.

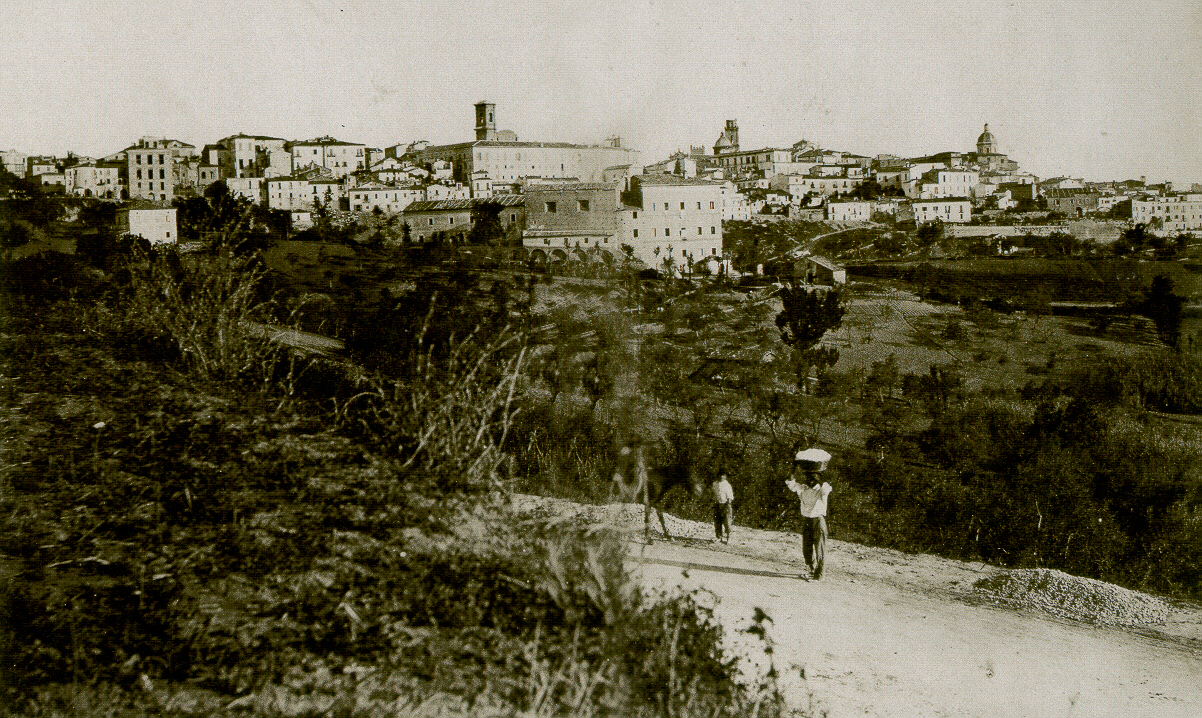
Veduta di Chieti dalla strada Santa Barbara, si riconosce in basso la vecchia chiesa di Materdomini, e sotto la torre di San Giustino la cupola della chiesa di San Domenico vecchio

In quest'anno si registrano anche malumori tra il Comune e il Ministero degli Interni per l'erogazione di fondi, vengono realizzati i progetti del piano Pomilio (1885) per la creazione di Piazza Garibaldi fuori porta Sant'Anna, per collegare la periferia a nord-est con il Colle Sant'Andrea, dove venne realizzata la villa comunale. In sostanza gran parte delle mura erano state smantellate, ad eccezione di alcuni tratti di via G. Salvatore Pianell (la circonvallazione della Civitella), Porta Reale (area del teatro romano a Porta Napoli), Porta Zunica (Largo Cavallerizza) e Porta Pescara; il tracciato storico della via consolare Tiburtina Valeria, che dalla piana del Pescara saliva a Chieti e poi scendeva da Porta Pescara, andando alla discesa Tricalle, era stato compromesso. Quanto alle mura antiche, Porta Sant'Anna (imbocco di via Arniense da Piazza Garibaldi) e Porta Zunica saranno le ultime ad essere demolite nel 1860 e nel 1894, quest'ultima è ancora visibile in storiche fotografie, permetteva l'accesso a Piazza San Giustino dalla Cavallerizza, ed era composta di tre archi in stile neoclassico, essendo stata rifatta nel XVIII sec.
Da un lato veniva riqualificato il piano fuori Porta Sant'Anna dall'ingegner Pomilio, con la costruzione della nuova caserma d'artiglieria "Vittorio Emanuele II" (oggi Spinucci), e veniva realizzata la strada Boreale (viale Alessandro Valignano) per collegare la città al borghetto Sant'Anna; dall'altra parte dalla Trinità veniva realizzata la strada con la villa pubblica presso la proprietà del barone Frigerj, ad ispirazione del boulevard parigino (1883). Ferrante Frigerj acconsentì a cedere la casa nel 1865 per ospitare la Regia scuola Tecnica "Ferdinando Galiani" (oggi è il "Ferdinando Galiani"). La villa pubblica sarà completata nel 1893, presso l'area dell'ex convento degli Zoccolanti di proprietà della caserma Bucciante, arricchita di panchine, una fontana monumentale in ghisa comprata dall'Esposizione nazionale di Parigi, di un laghetto, di una cassa armonica, e di un impianto d'illuminazione a gas. Proprio all'ingresso della villa vennero realizzati dei bagni pubblici in gusto eclettico e neoclassico, demoliti però nel 1934 per realizzare il littorio Palazzo OND.

## Sobborghi nuovi attorno a Chieti nel Novecento

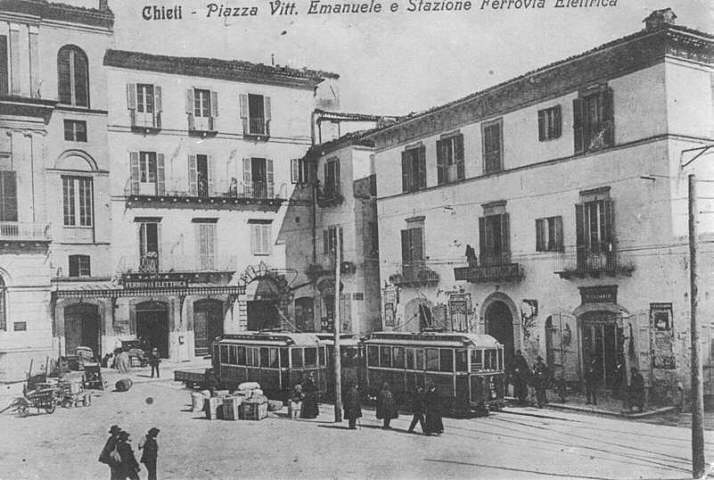
Piazza Vittorio Emanuele (di San Giustino), capolinea della filovia elettrica

Nei primi anni del Secolo, sino al 1941, l'espansione edilizia del quartiere Sacro Cuore, lungo il tracciato che attualmente è via Padre Alessandro Valignani, fu quasi inesistente, e si procedette al riordino di Piazza Garibaldi appena fuori Porta Sant'Anna. Nei catasti del 1908-15 si erano sviluppati piccoli borghi verso Porta Santa Maria (1875), la discesa Arenazze, risalendo il colle da Largo Cavallerizza e da via Gasometro, la circonvallazione settentrionale di via Federico Salomone, e dall'altra presso il convento degli Osservanti (la strada provinciale per Popoli, zona Santa Maria Calvona), ai margini del Piano Sant'Andrea e della villa pubblica. I sobborghi che si andarono sviluppando erano il Borgo Marfisi (nord-ovest, sotto la Civitella), fuori Porta Reale (circonvallazione G. Salvatore Pianell), e più a nord in discesa dei Saponari e via delle Fornaci, presso il futuro Piazzale Monsignor Venturi con la chiesa della Madonna degli Angeli; strada che getterà le basi di via Colonnetta, diretto collegamento allo Scalo.
Importante punto di collegamento con le parti principali della città fu la ferrovia elettrica, che permise l'espansione di villaggi situati sotto Porta Pescara nella zona nord, come il borghetto Sant'Anna (cimitero) con al Torre Anelli-Fieramosca, il Tricalle sulla Piceno-Aprutina e il Colle dei Saponari nell'area di Madonna della Vittoria. Nel 1875, dalla parte orientale fuori dalle mura, comparve anche una direttrice che dalle carceri di San Francesco di Paola collegava alla contrada Santa Barbara e alle relative località di San Donato, Colle Marcone e Madonna del Buonconsiglio. Nei catasti del 1941-50 appare completato il progetto fascista del Villaggio Celdit a Chieti Scalo attorno all'ex fabbrica di cellulosa di Ottorino Pomilio (1938), compreso tra il fosso di Santa Chiara e la chiesa della Madonna delle Piane, vicino al campus dell'Università "G. D'Annunzio" e la strada Tiburtina Valeria, mentre da questo momento prese definitivo avvio lo sviluppo della risalita di via Colonnetta lungo la via Madonna degli Angeli (usata dall'antica filovia elettrica per collegare Chieti alta e Chieti Scalo), mentre timidi inurbamenti riguardarono anche la parte più a sud dello Scalo in contrada Santa Filomena attorno a Villa Mezzanotte, compresa poi nel grande quartiere dello Scalo.

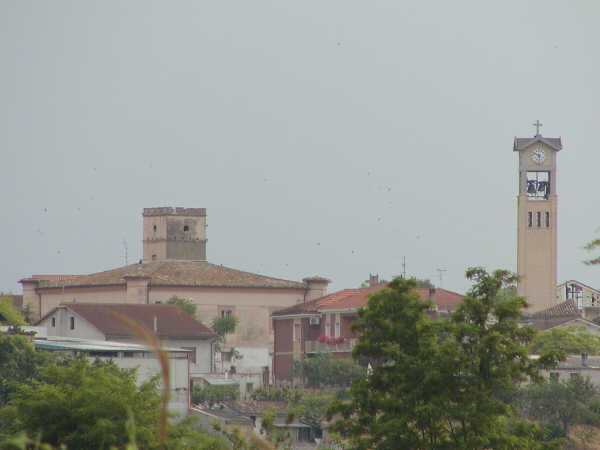
Brecciarola: il Casone e il campanile di San Bartolomeo

### Chieti Brecciarola
Questo è quello posto più a sud-ovest lungo l'attuale strada regionale 5 che collega Manoppello Scalo a Chieti Scalo, all'allacciamento del raccordo autostradale Chieti-Pescara E80. In origine il piccolo villaggio risulta diviso a nord dal fiume Pescara, il fosso Calabrese a ovest, che lo separa dal territorio comunale di Casalincontrada, e confina a sud con contrada Santa Filomena. Il toponimo, come altri abruzzesi, corrisponde alla natura del territorio; la sua storia è legata ai feudi medievali di Succeto e e Reja (rispettivamente Sambuceto e Villareia, anticamente Villa Reale), sino al XVI secolo riccamente coperto da una foresta boschiva molto usata da Chieti, che la disboscò per affittare i terreni all'abbazia di Montecassino. Da qui il toponimo di Sambuceto, oggi compreso in gran parte nel territorio pescarese, dove si trovano l'abitato moderno e l'aeroporto di Pescara. Per via dei contenziosi seguenti con Montecassino, Chieti cedette i due feudi alla famiglia Valignani, che li amministrò sino al XIX secolo, quando tornarono a Chieti. Venendo inglobato nel territorio comunale, nel 1941 è di proprietà di Chieti, con il "Casone", la villa residenziale dei Valignani e la chiesetta di San Bartolomeo, mentre lungo la Pescara si trovava la contrada "Succeto" o Sambuceto, di cui esisteva quasi solo la chiesa di San Rocco (XVIII secolo), ampiamente rifatta negli anni '60, e ulteriormente demolita nel 2010 con nuovo rifacimento. Brecciarola, dagli anni '70 in poi, si allargata sempre di più, divenendo un punto di collegamento principale dalla strada normale, venendo da L'Aquila o da Sulmona via Popoli, passando per Manoppello Scalo, e conta varie attività commerciali

### Villa Fontechiaro
Questo è un insediamento rurale situato a nord-est di Chieti, al confine con il comune di Torrevecchia (contrada Torre-Fontechiaro Da capo). Tale distanza notevole da Chieti deriva dal fatto che alcuni terreni di Forcabobolina (oggi San Giovanni Teatino) andarono in possesso comunale alla città, in corrispondenza di contrada De Laurentiis. Fino al XVIII secolo faceva parte dei possedimenti dei Valignani, del ramo dei duchi di Vacri, esisteva sin dal XIII secolo, compreso tra i territori di Fara Boderocci (Pescara), Forcabobolina, Villa Reale e San Silvestro (Pescara), occupati poi nel XV secolo dagli schiavoni. L'espansione edilizia iniziò solo dal XVIII secolo, e il territorio fu inglobato da Chieti, ad eccezione di Fontechiaro Da capo presso il fosso Vaccaro, nel territorio di Torrevecchia. Di interessa si conserva la chiesetta di San Giovanni piccolini, presso la via dei Frentani, principale strada della contrada.

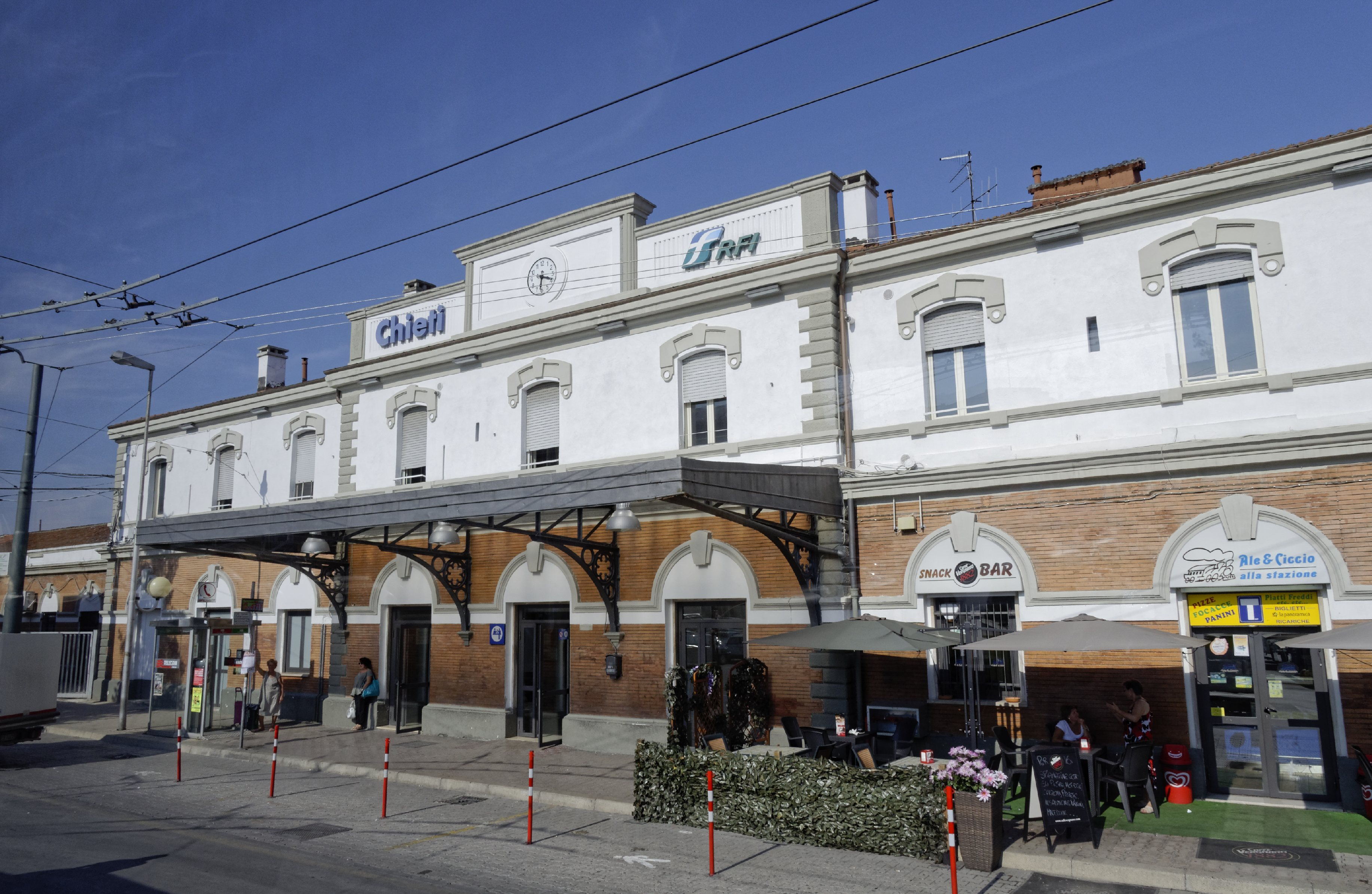
Stazione di Chieti scalo

### Carmine-Crocifisso-Madonna del Buonconsiglio
Contrada sparsa nella zona nord periferica di Chieti, tra Crocifisso, Villa Obletter e Villa Pini. Il nucleo principale è appunto questo, con la strada che porta alla chiesetta della Madonna del Carmine, confinante con Colle San Paolo, San Salvatore e San Martino. Nei catasti del 1941 le abitazioni erano quasi inesistenti, se non pochissime unità, più la chiesa, e solo dagli anni '60-'70 l'espansione edilizia è iniziata.
- Madonna del Buonconsiglio-Campo di Roma: il borgo si trova a sud, lungo la strada per Bucchianico provenendo da Colle Marcone, delimitata a nord dal fosso Fontanelle, ad est dal fiume Alento e a sud da Colle Marcone-San Donato. Il borghetto ha origini medievali, posto lungo il tracciato tratturale L'Aquila-Foggia, diviso da contrada Campo di Roma poco più a sud verso Bucchianico. La chiesa del Buonconsiglio, anticamente "Santa Maria Casoria", è citata già dal XVIII secolo.
- Madonna del Freddo: si trova sul crinale collinare lungo la strada per Villamagna, compreso tra il Fosso Fagnani a nord a il fosso Sant'Anna a sud, ad est dall'Alento. Questo borgo è molto antico, citato nel XIII secolo, costituito da case rurali raggruppate attorno alla chiesa di Santa Maria del Freddo, che oggi si presenta in forme settecentesche. Negli anni '60 il quartiere si è sviluppato notevolmente lungo la via che conduce al cimitero comunale, con la costruzione di un secondo grande quartiere lungo il fosso ovest del crinale, chiamato Quartiere Levante.

### Madonna delle Piane e Chieti Scalo
si trova lungo la riva destra del Pescara, in una zona dapprima boschiva, e poi disboscata nel XVII secolo, oggi compresa nell'area del Villaggio Celdit e del campus universitario dello Scalo. Nell'XI secolo in questa zona passò Enrico II, mentre in documenti vescovili il borghetto è citato come parte del monastero di San Giovanni in Plano Piscaria, oggi scomparso. Nel 1622 è ancora citato, ma una decisiva espansione edilizia, decisiva tanto da far assumere una connotazione appena appena urbana al paese, si avrà nel XVIII secolo, attorno alla chiesa della Madonna delle Piane. Con la costruzione del Villaggio Celdit, nel catasto del 1941 il borgo è un quartiere pienamente caratterizzato al livello urbano, e negli anni '70 subì una forte spinta edilizia tanto da snaturarne l'antico contesto, eccezion fatta per la chiesa.

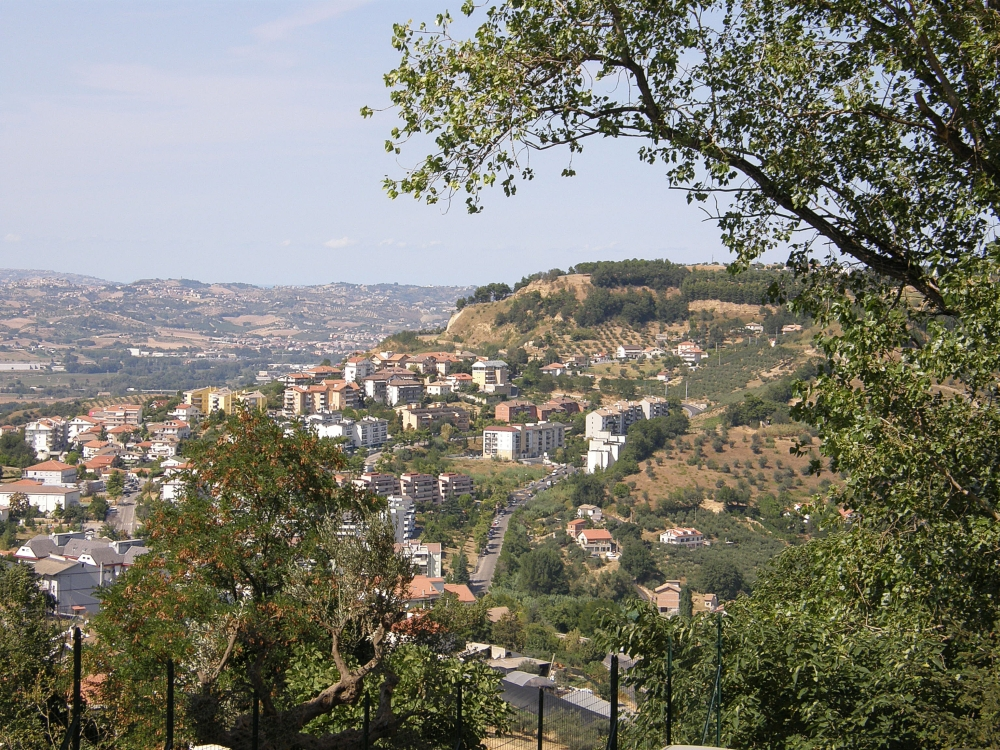
Veduta del quartiere Tricalle

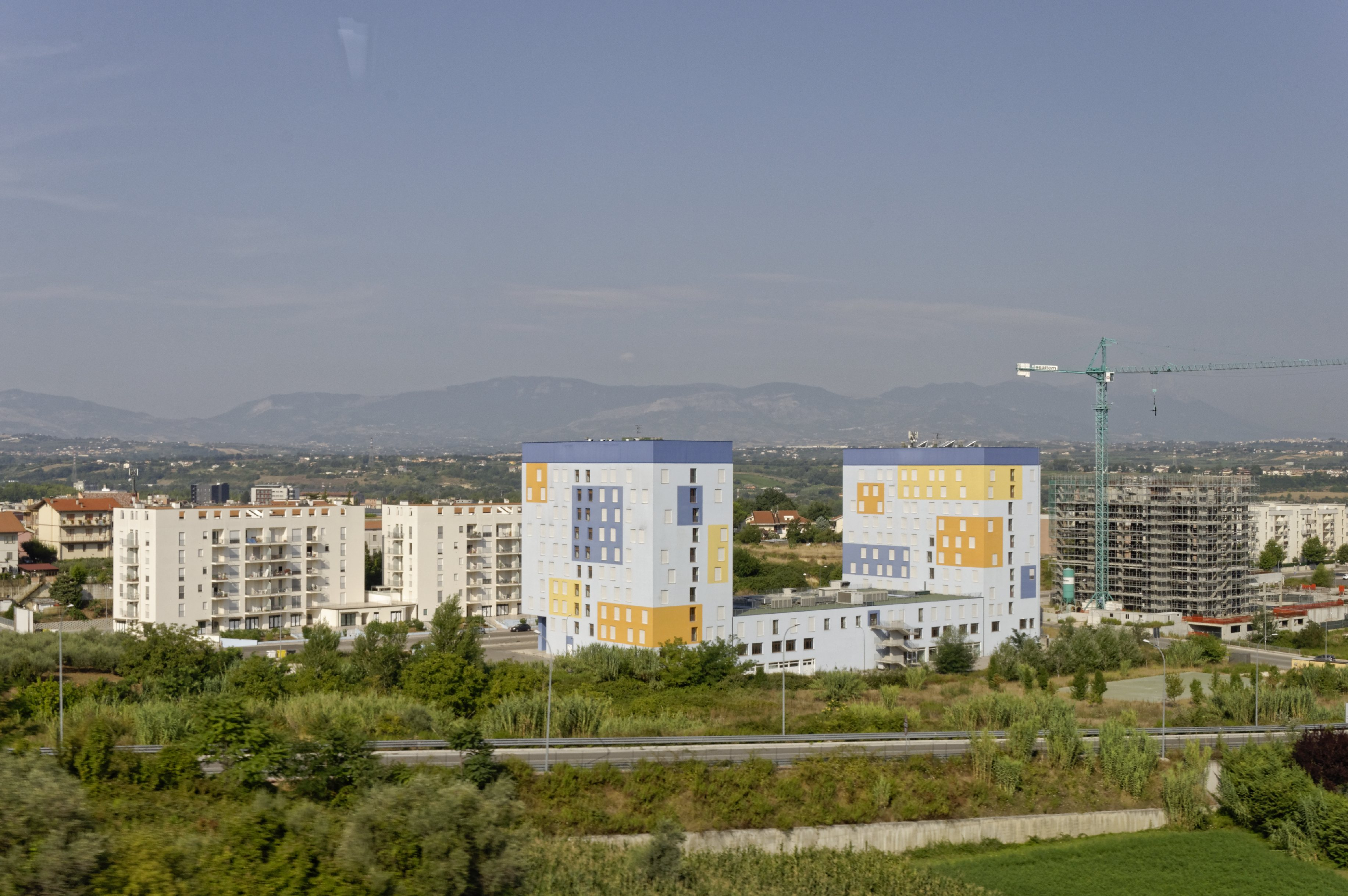
Il Villaggio Mediterraneo nella zona Madonna delle Piane

- Santa Filomena: oggi è compresa nell'agglomerato di Chieti Scalo, di cui costituisce la parte meridionale, alla confluenza del viale Abruzzo (strada regionale 5) con via Tirino, che ad ovest porta al centro commerciale Megalò, dall'altra alla salita Madonna della Vittoria. Il collegamento sopra il Pescara era dato dal ponte delle Fascine, oggi di Villareia di Cepagatti, altro principale sito di espansione degli anni '60, poiché il villaggio di Santa Filomena, esistente sin dal XIII sec ca., era composto nel XVIII soltanto dalla chiesetta e poi dalla casa residenziale di Villa Mezzanotte. Dopo il 1870 l'area del tratturo L'Aquila-Foggia divennero zona di due importanti tracciati di collegamento: la via Tiburtina-Valeria di Pescara verso L'Aquila e Roma e la ferrovia Popoli-Pescara con stazione a Chieti Scalo, passando anche per Santa Filomena. Negli anni '70 la contrada si è andata velocemente espandendo, tanto da perdere l'antico aspetto, vi si trova anche lo stadio comunale "G. Angelini".

### Contrada San Donato e San Salvatore
Piccolo borgo esistente dal XVII secolo ca., posto a sud-ovest dell'abitato di Santa Maria Calvona, comunicando più a sud con le contrade di Colle Marcone e Buonconsiglio. La chiesa appare insieme a Campo di Roma nella Reintegra di Capecelatro (XVIII secolo).
- San Martino: quartiere posto a nord di Chieti, nell'area del fosso omonimo, della strada Piceno Aprutina 81 e fosso Paradiso a nord, delimitato a ovest dal fiume Pescara e ad est dalla contrada San Salvatore-Crocifisso. Il borgo si è sviluppato nei primi anni del Novecento attorno alla chiesetta di San Martino, ancora in piedi, anche se si tratta di una ricostruzione del XX secolo in stile antico, poiché quella storica è andata distrutta, e si trova in un'altura sopra la contrada. La contrada negli anni '60 si è andata sempre più espandendo ad ovest verso lo Scalo, all'altezza del viale Unità d'Italia, che collega Chieti Scalo alla zona industriale di Sambuceto-Dragonara. San Martino si andata espandendo sino alla zona industriale Selvaiezzi di Chieti, tanto che oggi si distingue l'abitato moderno e quello di San Martino Vecchio, sopra il colle.
- Santa Barbara: il suo territorio, ad est di Chieti, arriva sino a contrada Torre di Torrevecchia Teatina, al fosso Fagnani a nord, al Fosso di Renzo a sud e e al fiume Alento ad est. Il colle, crinale prodotto dall'erosione del terreno, che ha condizionato la realizzazione dell'abitato a filare, lungo le due erosioni, oggi è un piccolo quartiere, che si sviluppa a distanza dall'antica chiesetta settecentesca. Vi si trovano nei dintorni i resti di due storiche fattorie di Torre dei Bianchi e Torre del Conte.

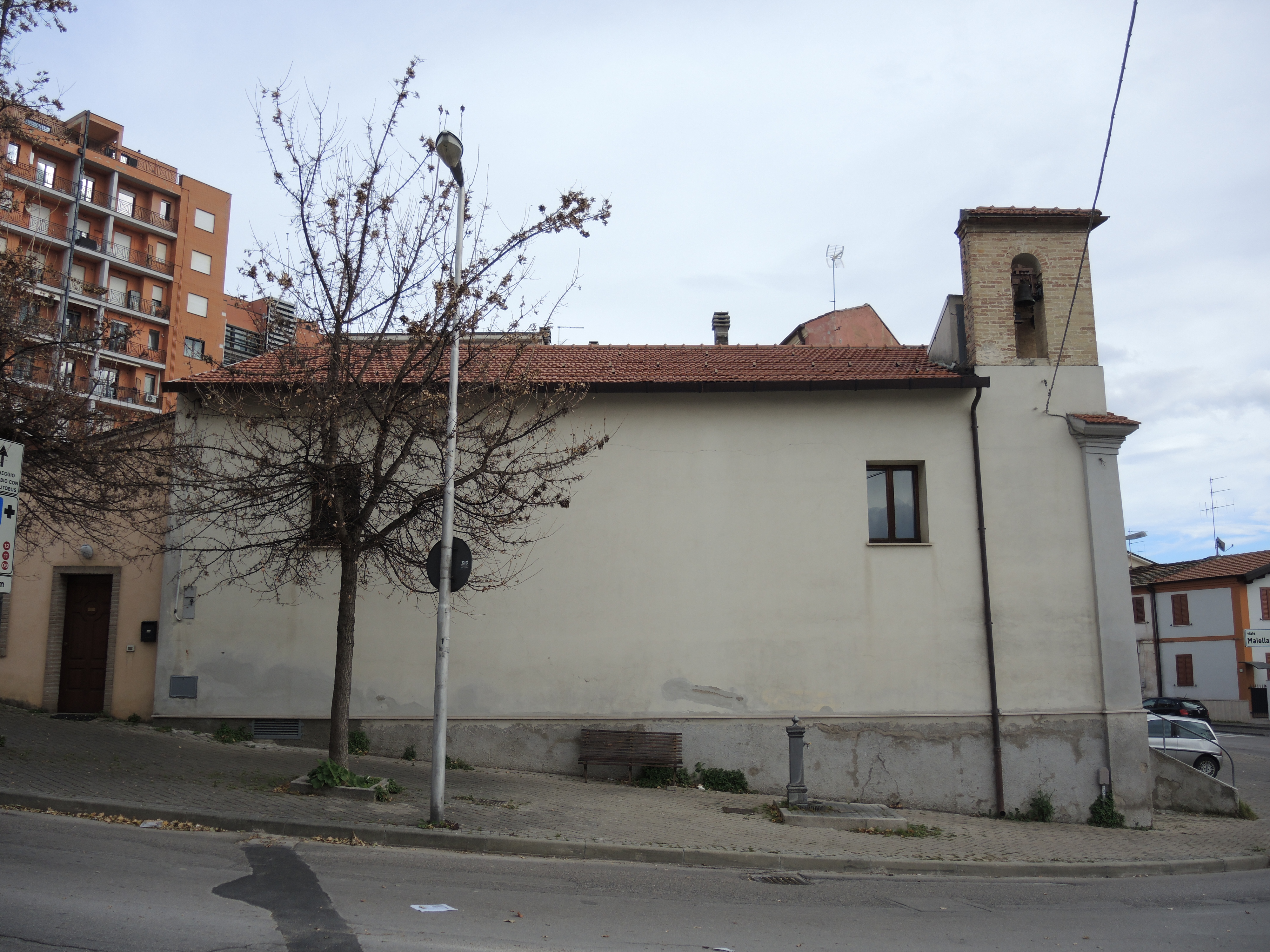
Santa Maria Calvona

### Zona sud-ovest: Madonna della Vittoria e Santa Maria Calvona
- Santa Maria Calvona: deve il nome all'omonima chiesa posta alla biforcazione di viale Maiella e via D. Spezioli, ed oggi introduce da Colle Marcone al centro di Chieti, importante snodo commerciale e stradale, per la presenza del palazzo degli Uffici INAIL e del Theate Center. La zona era occupata da una necropoli italico-romana, di cui sono stati ritrovati ampi reperti, e da una villa romana di un tal Septimius Calvus, da cui il nome della chiesa; nel XVIII secolo la zona era dotata di alcune fornaci, di cui rimangono i toponimi delle vie; le fornaci furono realizzate anche a fine dell'800, e ne resta una, adibita ad altri usi, presente in via Colonnetta. L'area negli anni '60 è stata interessata da una massiccia espansione edilizia, che ha ha snaturato di fatto la presenza stessa della piccola chiesina, sovrastata da grandi costruzioni, come il Theate Center e la casa di cura "C. Spatocco".
- Madonna della Vittoria: piccolo borgo del XVII secolo, sorto attorno alla chiesa omonima eretta poco dopo la battaglia di Lepanto (1570) da dei soldati vittoriosi. Il borgo sorge lungo strada della Vittoria, tra l'area dello stadio Angelini e viale Maiella, in un triangolo di borghi: Santa Maria Calvona (sud-est), San Fele (nord), Santa Filomena (nord-ovest).
- Villa Obletter - Santa Maria de Cryptis: la zona di Villa Fonte di Trocchio rappresenta un raggruppamento di case risalente all'epoca dei Franchi (IX secolo). I primi censimenti si hanno nel XVI secolo con la villa della chiesa di Santa Maria de Cryptis (XIV sec ?), tuttavia nel secolo seguente si ha un calo demografico, sino alla scomparsa di molte case alle soglie del XIX secolo. La chiesa, punto principale di aggregazione sociale, e di alto pregio vescovile, tanto che è citata in visite pastorali, e fu il sepolcro di vari nobili teatini sino al XVIII secolo, è l'unico elemento d'interesse, oltre al palazzetto residenziale del Casino Obletter (XI secolo).

### Zona nord: Madonna degli Angeli e Tricalle
- Primavilla: incuneata tra il territorio di San Giovanni Teatino e Torrevecchia, è compresa tra le contrade De Laurentiis-Santa Maria de Cryptis. Nel XVIII secolo era feudo della famiglia Henrici. Oggi il borgo è attraversato da via dei Frentani, e precede Fontechiaro Da Capo.
- Borgo Sant'Anna: costituito dall'area attuale del cimitero con la chiesa omonima, presso il piazzale al termine di via A. Valignani, il borghetto rurale esisteva sin dal XVII secolo, la chiesa non si sa da quanto tempo, ma si presume molto antica per il ritrovamento della statua di Sant'Anna Metterza (XIII secolo). La chiesa è stata ampiamente rimaneggiata alla fine dell'Ottocento in stile neoclassico, con la costruzione del cimitero, il borgo si è andato sviluppandosi sino a Porta Sant'Anna all'imbocco di via Arniense da Piazza Garibaldi, e l'espansione avvenne dagli anni '50 in poi, con la costruzione dell'ex ospedale civile "SS. Annunziata".
- Madonna degli Angeli: sorge tra la via omonima, viale Maiella e Piazza M. Venturi. In origine nel XVI secolo era caratterizzato soltanto da una cappella votiva con porticato di ingresso, simile alle altre chiese di campagna teatine, rifatta negli anni '50 del Novecento nelle forme attuali, quando la chiesa divenne parrocchia, soprattutto dopo i danni di guerra. Nel 1915 nell'area esistevano già alcune case, per via del tracciato ferroviario che collegava Chieti di sopra sino alla stazione per mezzo di via Colonnetta. Oggi l'area un tempo periferica è considerata parte del centro superiore di Chieti.
- Madonna delle Grazie-Tricalle: si trova alla discesa di via Tricalle-via dei Marsi. In passato nel XVII secolo l'area era popolata solo da alcuni contadini e dalla presenza della chiesa omonima. I Valignani eressero la monumentale Fonte dei Cannelli per la popolazione; negli anni '50 l'area ha iniziato a popolarsi con l'espansione del Tricalle d elle residenze lungo la salita, per permettere il collegamento con Porta Pescara. Il Tricalle è così denominato per le tre strade che dagli Abruzzi permettevano il collegamento con Chieti, e per la presenza di un tempi romano dedicato a "Dian Trivia", sopra cui nel XIII secolo fu eretta la chiesa di Santa Maria del Tricaglio, ancora oggi esistente, caratteristica per la sua forma ottagonale. Negli anni '60 la zona si espanse notevolmente con la costruzione di case, della parrocchia di San Francesco Caracciolo, e nel 1987 del PalaTricalle. Attraverso la strada di San Martino, dal Tricalle è possibile facilmente raggiungere la zona del nuovo ospedale civile, collegato alla Facoltà di Farmacia e Medicina dell'Università "G. D'Annunzio".
- San Salvatore: la contrada è molto antica, posta a nord di Chieti, la chiesa storica è citata nel IX secolo come possedimento della Cattedrale di San Giustino. La contrada, formatasi definitivamente nel XVII secolo, confina con il fiume Alento, con la contrada Crocifisso e il territorio comunale di Ripa Teatina.

## Modifiche nel fascismo
Dopo il sacrificio della chiesa di San Domenico al corso nel 1913-14, durante il fascismo i cambiamenti continuarono ad esserci, in maniera più o meno massiccia, con la trasformazione di Piazza San Giustino, nel frattempo reintitolata al santo, con l'edificazione del Palazzo di Giustizia in stile neogotico, il rifacimento dell'esterno della cattedrale stessa in stile pseudo-gotico, ad ispirazione della torre campanaria, la costruzione del Palazzo Mezzanotte in stile neoclassico-decò, del Palazzo Obletter, e il rifacimento della facciata del Palazzo d'Achille, la sede comunale.

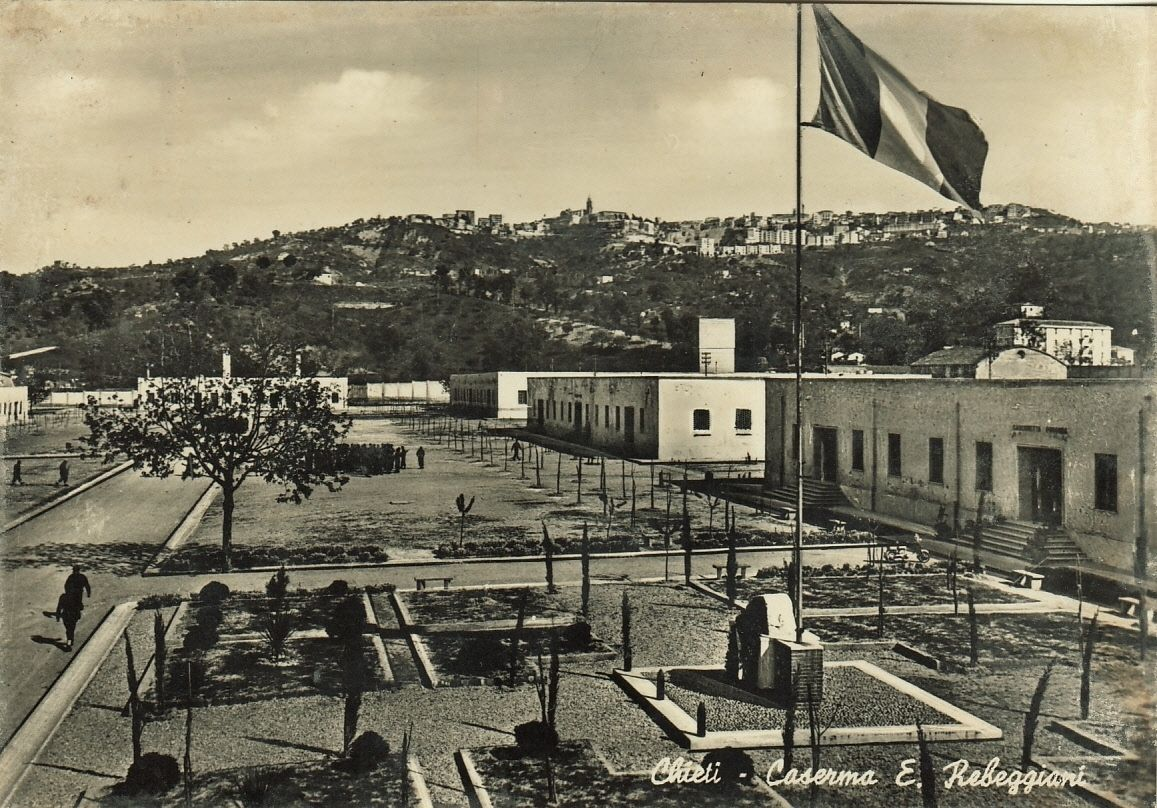
Caserma Rebeggiani a Chieti Scalo

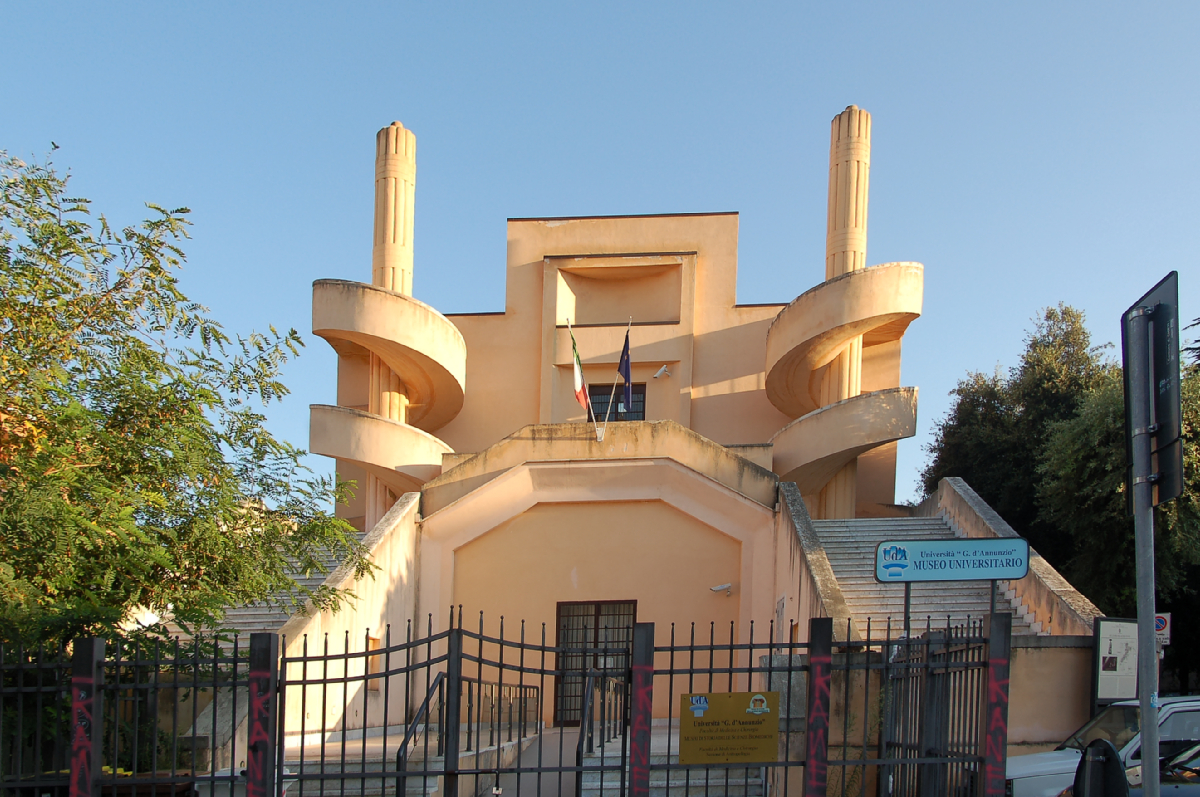
Ex Palazzo OND, oggi Museo universitario di scienze

Il corso subì altre sostanziali modifiche, con l'allargamento dell'ingresso da Largo del Pozzo, rinominato Piazza Gian Gabriele Valignani, la ricostruzione dopo il 1913 del Banco di Napoli sopra il palazzo dell'Università dei Valignani. Pochi anni prima del fascismo, la tagliata delle facciate dei palazzi per l'allargamento della strada aveva incluso molte case, alcune delle quali demolite completamente lungo l'area di piazza Giambattista Vico. Vennero realizzati così Palazzo Cetti, Palazzo Croce, l'Istituto San Camillo de Lellis, la Banca CariChieti a fianco la Provincia e il Palazzo de' Mayo, rimasto pressoché intatto quest'ultimo dagli interventi. Nel 1932-34 il Piazzale Giambattista Vico venne letteralmente raso al suolo, ad eccezione di Palazzo Fasoli, che subì ugualmente delle modifiche, per realizzare la Camera di Commercio o delle Corporazioni Agricole, in stile eclettico pseudo-medievale su progetto di Camillo Guerra. Prima di ciò, il piazzale come mostrano delle fotografie storiche, era occupato solo da piccole e semplici case popolari di uno o due piani, ad eccezione del Palazzo Fasoli.
Dietro il piazzale, dal 1927 iniziarono le operazioni di sventramento del "pallonetto" San Paolo e di Largo Taddeo (oggi via Fratelli Spaventa), storico quartiere di fondazione franco-normanna, sorto attorno all'area del foto romano con i tempietti della Triade Capitolina, sopra cui era stata edificata la chiesa di San Paolo. Data l'importanza romana del sito, il tempio meglio conservato dove stava la chiesa venne spogliato delle stratificazioni medievali, molte casette vennero abbattute, per la realizzazione da una parte del Palazzo delle Poste con il supercinema, dall'altra veniva eretta la Biblioteca provinciale De Meis, con la torre littoria. I bagni pubblici all'ingresso della villa comunale vennero demoliti per realizzarvi L'opera Nazionale Dopolavoro. Altri interventi del fascismo riguardarono soprattutto lo Scalo, con l'edificazione del Villaggio Celdit (1941) attorno all'ex impianto chimico di cellulosa sulla Tiburtina Valeria, e la Caserma militare Rebeggiani.

## Modifiche nel secondo dopoguerra

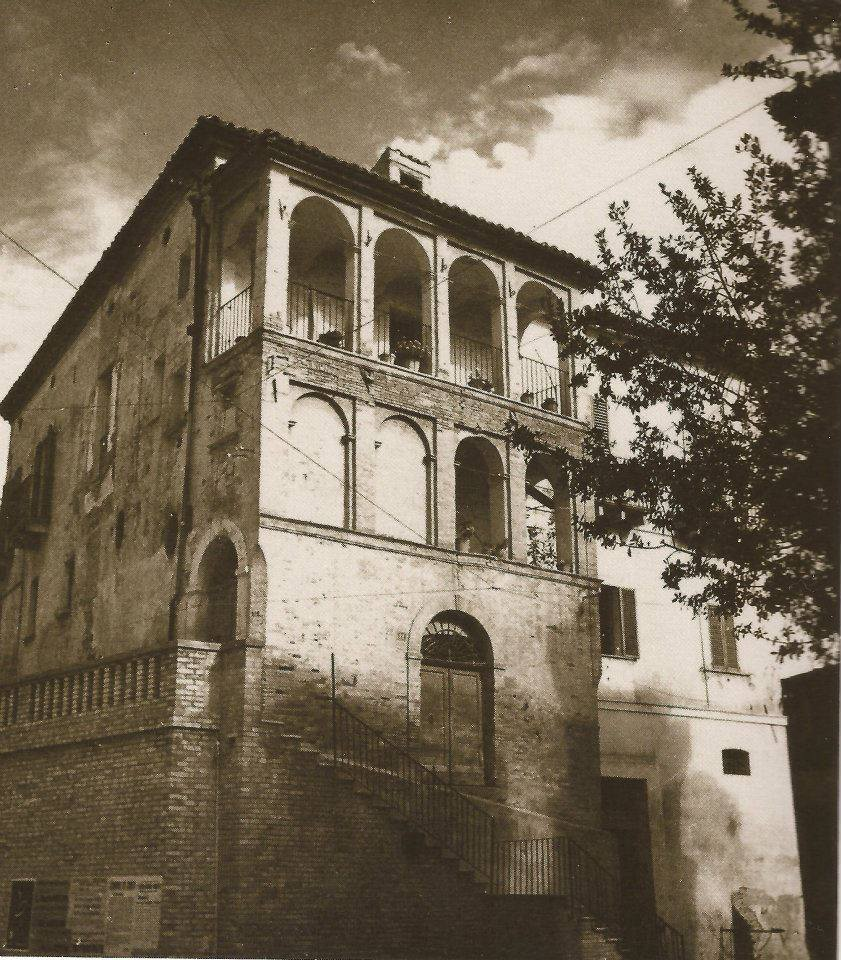
Palazzo Lanciano, Piazza Tempietti, sopra cui oggi sorge il Palazzo Verlengia

In seguito agli interventi di ristrutturazione degli edifici danneggiati dalla guerra, alcuni dei quali compromessi gravemente come la chiesa di Materdomini, che venne rifatta daccapo negli anni '50, partì la nuova urbanizzazione di Chieti. Nel centro ci furono alcuni fenomeni di speculazione e danneggiamento del patrimonio, come la distruzione quasi totale del rione San Paolo, con la demolizione del Palazzo Lanciano in stile rinascimentale per edificarvi l'anonimo Palazzo Verlengia (seconda metà anni '50); accanto alla chiesa di San Domenico Nuovo venne eretta la sede Generali Roma denolendo il palazzo Perenich, mentre davanti alla chiesa della Trinità fu costruito il cosiddetto "grattacielo" dell'Istituto di Credito; all'ingresso del corso Marrucino da Piazza Valignani il Palazzo Lepri con l'albergo Sole fu demolito per edificarvi la sede UPIM. Altre costruzioni moderne furono erette tra via Priscilla e l'inizio di via Ravizza, fu costruito l'istituto delle Figlie di San Giuseppe accanto alla chiesa di Ognissanti.
L'urbanizzazione si caratterizzò anche Piazza Garibaldi, verso il cimitero Sant'Anna, e per tutto il circondario storico delle mura, con l'occupazione da parte di casermoni anonimi, che invasero anche in Largo di Porta Santa Maria, via Silvino Olivieri e vua Salomone, proseguendo poi a oriente per via Terme Romane, viale Papa Giovanni XXIII, via Amendola, via Nicola da Guardiagrele, rovinando il contesro contesto dell'antica Fante Grande; poi verso lo Scalo furono modificate le aree verdi 
di via Colonnetta, viale Maiella verso la chiesa di Santa Maria Calvona, via Madonna degli Angeli con la rieducazione ex novo dell'antica chiesetta su piazza Giuseppe Venturi. 
Il collegamento con lo Scalo divenne più diretto, dato che proprio l'area della stazione ferroviaria divenne oggetto di massiccia urbanizzazione, annullando di fatto i confini storici dei borghi Santa Filomena, San Martino alto e Madonna delle Piane. Anche l'area del Tricalle fu occupata da case, poiché sino ai primi del Novecento esisteva quasi soltanto la chiesetta di Santa Maria al Tricaglio (eretto sopra il tempio di Diana); così si venne a creare un collegamento diretto con porta Pescara mediante via Tricalle-via dei Marsi-viale Gran Sasso, con la parte bassa dello Scalo e dell'ospedale-università-campus.

## La città antica: i quartieri

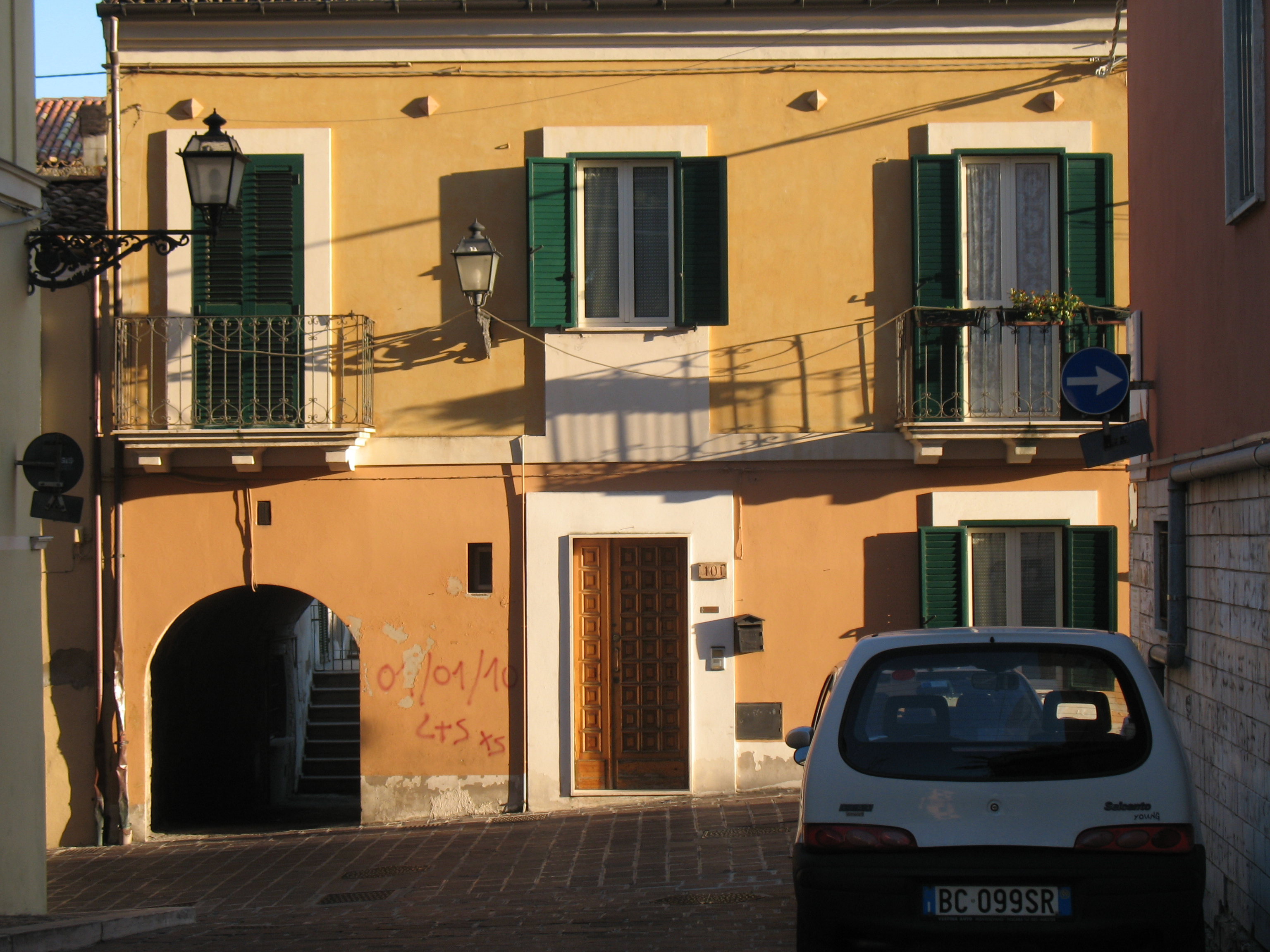
Scorcio del rione Civitella.

- Quartiere Santa Maria: detto anche "Trivigliano", si è sviluppato con l'arrivo dei Longobardi dall'antico castellum. Occupa la porzione nord-est della città compresa tra Largo Santa Maria, Largo Sant'Agata, via Toppi, viale Agostiniani, via Porta Pescara, via Gagliani. Di interesse ci sono l'ex convento di Santa Maria, trasformato nella caserma Pierantoni, la chiesa di Sant'Agostino, la chiesa di Sant'Agata, il Palazzo De Pasquale, il Palazzo Zambra, la chiesa di San Raffaele, Porta Pescara e il Palazzo dei Toppi con la torre civica.
- Quartiere San Giustino: sviluppatosi attorno alla Cattedrale, comprende l'area della piazza, l'esedra della Pescheria, il Corso Marrucino all'altezza di Piazza Valignani, con il palazzo vescovile, Palazzo Henrici, via Pollione e una porzione di via Arniense.

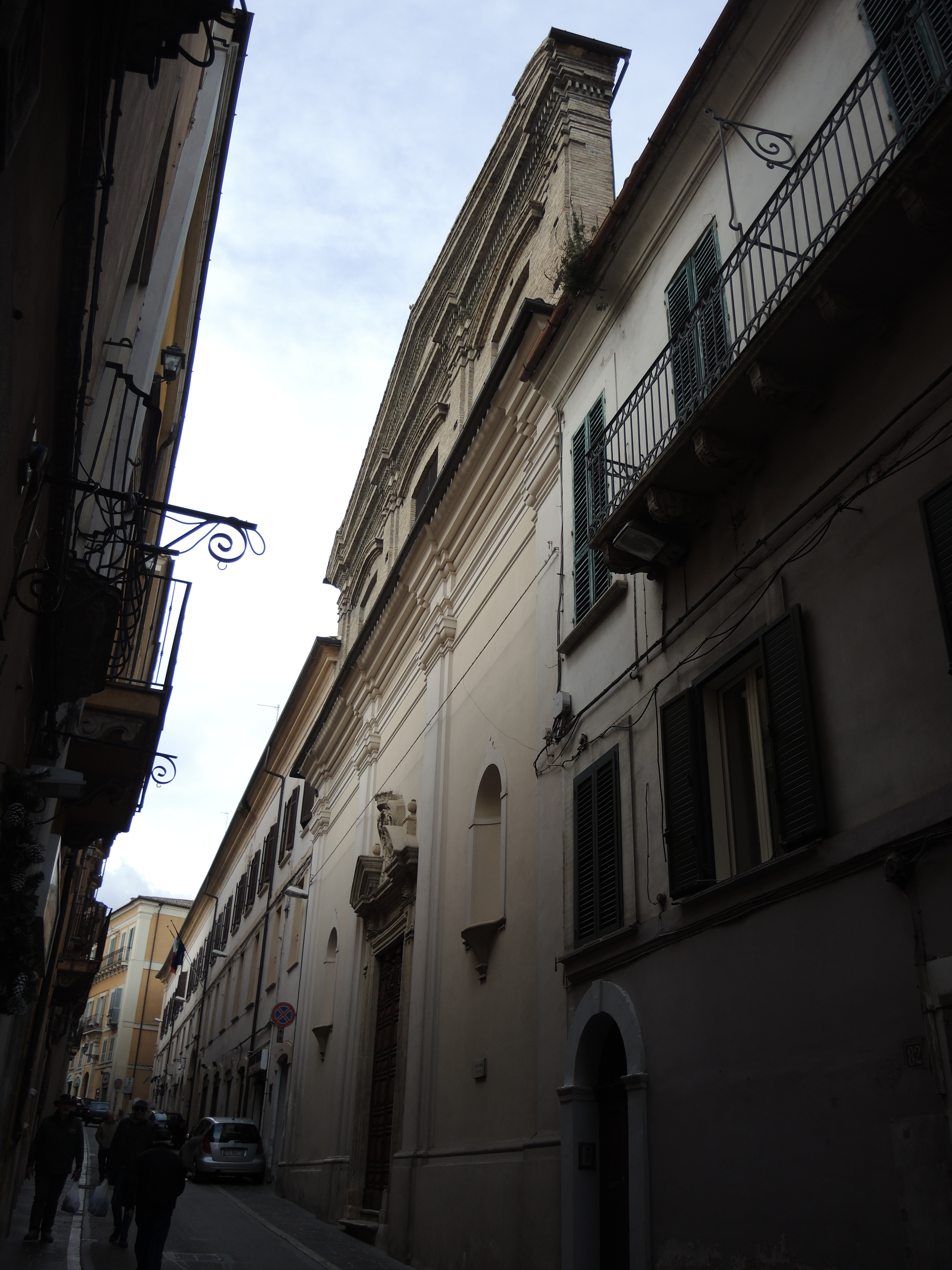
Quartiere Terranova, la chiesa di Santa Chiara.

- Quartiere San Gaetano: piccolo quartiere situato ad ovest, comprendente Largo Barbella, via Marco Vezio Marcello, Largo San Gaetano. Il quartiere conserva ancora i tratti tardo-medievali, con piccole case addossate tra loro e palazzi signorili settecenteschi, che si racchiudono attorno alla chiesa di San Gaetano, anticamente di Santa Caterina d'Alessandria, l'unica di Chieti con pianta a croce greca.
- Quartiere di San Paolo: detto anche "pallonetto", è un castellum realizzato dai longobardi sull'antica area del foro romano, avente il suo fulcro in Piazza dei Tempietti, dove si trova il tempio maggiore di Castore e Polluce, trasformato in chiesa dei Santi Pietro e Paolo, e nel 1927 riconvertito all'antico uso pagano. Il quartiere comprende tutta l'area del piazzale, insieme a via San Paolo, via Priscilla, e via Silvio e Bertrando Spaventa. L'aspetto di questo quartiere è cambiato drasticamente nel corso degli anni '30, quando l'antico abitato medievale, a pianta ellittica, è stato stravolto da demolizioni e costruzioni varie di edifici monumentali, come il Palazzo delle Poste e la biblioteca De Meis. Ancor peggio negli anni '50 sono stati operati altri sventramenti, come la ricostruzione ex novo in stile discutibile del Palazzo Verlengia, sopra una struttura rinascimentale e l'ex INAIL. Di interesse, oltre al tempio maggiore, il Palazzo Fasoli, via San Nicola e il Palazzo delle Poste.
- Quartiere Fiera o Civitella: comprende l'area più a ovest, e più alta della città antica, dove si trova l'anfiteatro romano. Conserva ancora l'impianto a cardi e decumani romani, e gran parte del patrimonio storico. Il cardo principale è via Ravizza, il decumano via Smeraldo Zecca, poi via Porta Napoli. Nel Medioevo il quartiere era usato come necropoli, approvvigionamento idrico mediante cisterna, e l'anfiteatro era una cava per il prelievo di materiale edile. Le prime strutture che vi furono realizzate erano il complesso di Santa Maria della Civitella, o chiesa dei Celestini, Porta Napoli, mentre l'antico teatro romano veniva invaso dalle case medievali, demolite negli anni '20 per riportare la struttura allo stato originario. Nel corso degli anni anche l'anfiteatro è stato ripristinato con un percorso museale del Museo "La Civitella". Di interesse la chiesa di Santa Maria in Civitellis, la chiesa della Trinità, il Palazzo Lepri, il complesso Liceo scientifico "F. Masci", il Museo della Civitella e il teatro romano.
- Quartiere Terranova: detto così perché fondato dopo i Longobardi, e comprende gran parte di via Arniense, e la zona a nord del sobborgo di via Paradiso, sorto presso il complesso delle Clarisse di Santa Chiara. Le vie e le strade principali sono via Sette Dolori, via Paradiso, Piazza Malta, via Sant'Eligio, via Giuseppe Mezzanotte.
- Quartiere Porta Sant'Andrea: è un piccolo sobborgo sviluppatosi nell'800, con le grandi costruzioni attorno alla chiesa della Santissima Trinità, dove si trovava la porta medievale. Il feudo dei Nolli e dei Frigerj venne concesso per l'edificazione della villa comunale, insieme al Seminario San Paio X e al Real Istituto Tecnico Commerciale, e più avanti negli anni il vialone della villa si abbellì del Palazzo ex OND, oggi sede del Museo Universitario di Scienze Biomediche. Il nome del quartiere deriva dal monastero di Sant'Andrea, convertito nell'800 nell'ospedale militare della Caserma Bucciante.

Veduta della torre di San Giustino da via Asinio Herio

- Quartiere Porta Monacisca: si trova nella parte sud-est, e fu fondato certamente dai Longobardi assieme alla chiesetta di Mater Domini, oggi non più esistente perché ricostruita ex novo nel 1954 a causa della guerra. Il quartiere comprende via Materdomini, via Principessa di Piemonte, via Porta Monacisca, Largo Cremonese, Piazza De Laurentiis, via Cesare De Lollis. Si tratta di uno dei quartieri meglio conservati e ricco di monumenti, come il vecchio teatro, oggi Palazzo Feneziani, l'asilo Principessa di Piemonte, l'ex convento dei Cappuccini (la sede nuova dell'antico monastero di Porta Sant'Anna di San Giovanni), Palazzo Massangioli e Palazzo De Sanctis-Ricciardone. Il quartiere aveva Porta San Giovanni, o Monacisca, come ingresso principale, di cui oggi rimane il basamento di destra, e anche due importanti chiese affacciate sull'attuale Largo Valignani, ex Largo del Pozzo: la chiesa dell'ordine dei Cavalieri di San Giovanni, ricostruita poi a Porta Sant'Anna, e la chiesa di Sant'Ignazio, riconvertita nel Teatro Marrucino. A su-est sfociava nel Piano Sant'Angelo, oggi Piazza Matteotti.
- Quartiere Porta Sant'Anna o Piano Sant'Angelo: è di fondazione longobarda, come ricorda la moderna statua di San Michele su Piazza Matteotti, antico ingresso del piano di Sant'Angelo, con la relativa Porta San Michele, o Porta Sant'Anna. Quest'area conserva ancora l'antico impianto medievale, nonostante alcune moderne costruzioni che stonano con il contesto settecentesco, e le principali vie e piazze sono Piazza Matteotti, Largo Addolorata, Piazza Garibaldi, via Camillo de Attiliis, via Sant'Eligio, via San Michele, via Nicola da Guardiagrele, via San Giovanni. I monumenti sono la chiesa di Sant'Antonio Abate, la chiesa di San Giovanni dei Cappuccini, la chiesa dei Sette Dolori, l'ex chiesa di Santa Maria Maddalena con l'antico orfanotrofio femminile "Figlie di Sant'Anna", e la Caserma Spinucci.

## Chieti Scalo

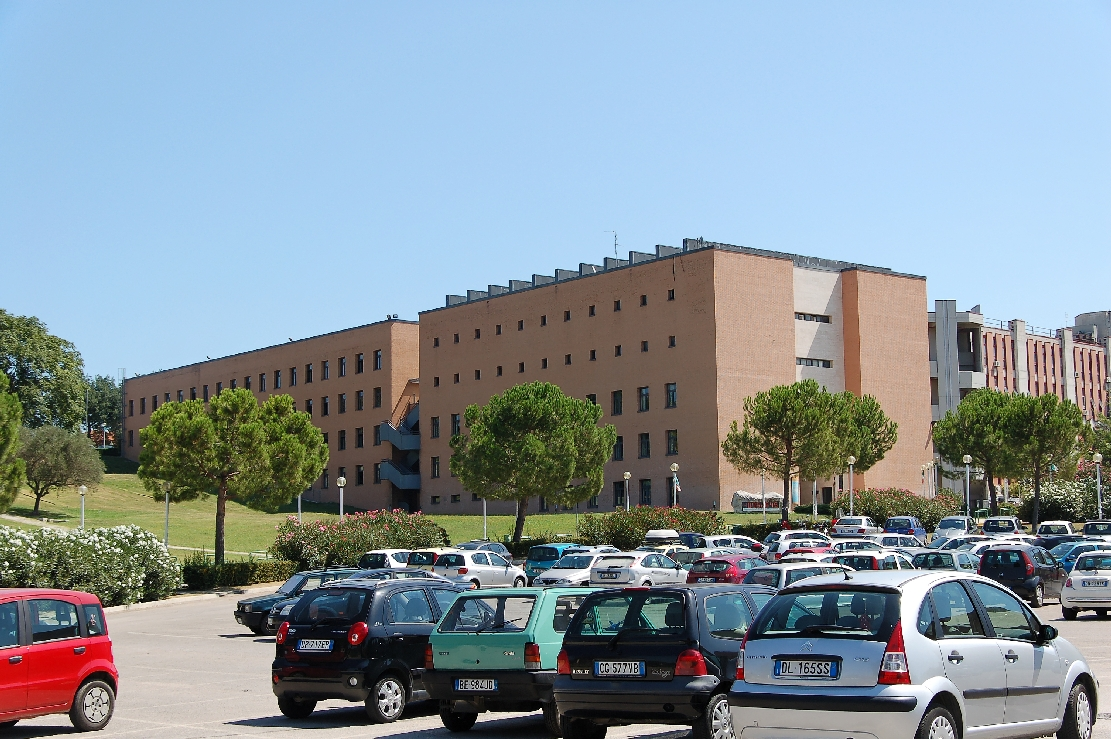
Sede del Rettorato dell'Università "G. D'Annunzio"

Lo Scalo era costituito dalla stazione ferroviaria con il piazzale, inaugurata nel 1863, a sud dalla contrada Santa Filomena con Villa Mezzanotte, e a nord contrada Madonna delle Piane, con ad est, in salita, il Colle San Martino. Nel primo Novecento lo Scalo fu collegato alla città alta dalla filovia elettrica di via Colonnetta, e iniziò un timido fenomeno edilizio, venendo costruita anche la chiesa del Crocifisso, anche se lo sviluppo vero e proprio ci fu con il fascismo, quando venne costruita la Caserma Rebeggiani, insieme al Villaggio Celdit tra lo Scalo e Madonna delle Piane. Nel secondo dopoguerra il fenomeno edilizio fu totale, le aree vergini dagli anni '70 vennero occupate da costruzioni, nel 1965 l'Università degli Studi "G. D'Annunzio" con relativo campus avviò una fiorente attività commerciale, mentre l'industria si affacciava sul fiume Pescara, nella zona Selvaiezzi. Venne creato una sola strada che dalla zona di Sambuceto a nord, verso sud fino allo stadio Angelini, collegava tutto questo nuovo centro abitato, grande il doppio di Chieti alta: il viale Unità d'Italia, che collegava anche la frazione San Martino Bassa, il viale Benedetto Croce dalla zona Madonna delle Piane, fino al Piazzale Marconi della stazione, e infine il viale Abruzzo sino allo stadio.
Tuttavia attualmente sono state rilevate delle problematiche sociali riguardo i punti di aggregazione, poiché lo Scalo è costituito urbanisticamente soltanto da un grande serpentone viario, mancando di un vero polo centrale, essendo diviso soltanto di diverse piazzette con gli esercizi commerciali e pubblici necessari per le esigenze degli abitanti.
Quartiere San Martino Basso (Madonna delle Piane)
- Viale Unità d'Italia - bivio strada San Martino
- Via Unità - parallela viale Marino Carboni (Zona industriale Selvaiezzi - Palestra Cyborg)
- Bivio Montegrappa - via Vittorio Veneto - via Isonzo - via Gorizia

Quest'area ha il suo fulcro nel piazzale del Centro Azienda per il diritto agli studi dell'Università.
Oltre il cavalcavia della SP84 (via dei Vestini) inizia il quartiere Madonna delle Piane, dove si trova la chiesa settecentesca attaccata alla nuova parrocchia moderna. La zona è composta da due assi paralleli: il viale Benedetto Croce (strada maggiore) e via Pescara, che s'interrompe all'incrocio con via san Francesco, compiendo un giro ad angolo retto all'altezza della Parrocchia di San Pio X, proseguendo sino alla rotatorio dell'incrocio via Marino di Caramanico e via Maestri del Lavoro, via Palizzi. Il viale B. Croce invece sbocca nel Piazzale Marconi, dove si trova la stazione, la salita di via Colonnetta e il viale Abruzzo.
- Chieti Scalo - Santa Filomena

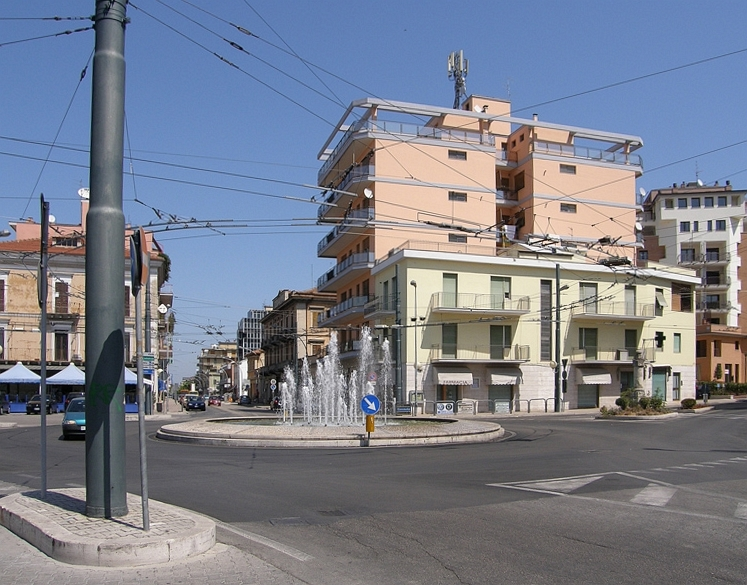
Piazzale Marconi

Nella parte est dell'inizio di via Pescara si trova il campus dell'Università degli Studi "G. D'Annunzio" con il giardino dei semplici, la mensa e la segreteria, all'altezza del campo sportivo Celdit (rimasuglio del sobborgo fascista), si trova la circonvallazione di Colle dell'Ara che riporta all'ospedale civile dell'Annunziata; altre strade come via Gissi, via Montenerodomo, via Aldo Moro, portano in piccoli piazzali con il complessi residenziali, così come ad ovest, dove la strada sfocia in Piazza San Pio X, anche se la chiesa si trova da tutt'altra parte. L'incrocio con via Marino da Caramanico permette il collegamento con viale B. Croce, e l'accesso ai principali istituti scolastici dello Scalo (Istituto comprensivo N. 4 "G. Mezzanotte" - Piazza Paolo IV Carafa, scuola elementare "Villaggio Celdit", Istituto N. 3 - via Amiterno - Palazzo ufficio delle Poste - via Pescara - Istituto "B. Pomilio" - via Colonnetta). Gli assi ortogonali di cardi e decumani proseguono a sud, dopo l'incrocio con via Colonnetta in via Ortona, via Caduti sul Lavoro, via Sulmona, via Amiterno, via Vasto, via Bellini. Via Ortona è la parallela di via Colonnetta, che collega al viale Abruzzo, la cui parallela è via Amiterno, che attraversa campi pubblici comunali, l'area della Parrocchia dei Santi XII Apostoli, fino ad arrivare allo stadio Angelini.
Le piazze e i centri di aggregazione non sono molti: Piazza Roccaraso, Piazza Paolo IV Carafa, che sarebbe il vero fulcro del centro moderno (con gli uffici postali e la scuola superiore "G. Mezzanotte", Piazzale Marconi e Piazza San Pio X, che però fa parte di un complesso residenziale). Le principali attività commerciali, gli uffici regionali e provinciali, le banche e le imprese si trovano dislocate sulla direttrice viale B. Croce-viale Abruzzo, dove si trova anche la chiesa ortodossa di San Costantino (sopra il sacrario dei Caduti della Grande Guerra); l'area tra via Pescara e viale B. Croce invece, prima di raggiungere il piazzale Marconi, è occupata dalle casermette de Comando Generale dell'Arma "Rebeggiani".